# Liste der Geotope im Landkreis Eichsfeld
Im Landkreis Eichsfeld gab es im Juni 2024 insgesamt 124 erfasste Geotope.

## Geotope

### Gesteine
| ID       | Bild           | Bezeichnung                                                                      | Art                                                                             | Stratigraphie                        | Beschreibung | Gemeinde              | Lage |
| -------- | -------------- | -------------------------------------------------------------------------------- | ------------------------------------------------------------------------------- | ------------------------------------ | --- | --------------------- | ---- |
| EIC_1983 |                | Ehemaliger Werksteinbruch am „Mittelberg“ südöstlich von Kaltohmfeld             | Kalkstein, Kalkmergel                                                           | Unterer Muschelkalk                  | Die zahlreichen Restlöcher am Südostrand des Ohmgebirges befinden sich stratigraphisch in den Schichten des Unteren Muschelkalks, speziell in den Bereichen zwischen Terebratel- und Schaumkalkzone. Abbaugegenstand waren zwischen 1850 und 1950 die kristallinen Bankzonen der oben genannten Grenzschichten des Unteren Muschelkalkes. Seit dem Abbauende unterliegen die Aufschlusswände der ständigen Sukzession und befinden sich somit in einem fast renaturierten Zustand. Aus diesem Grund sind sie wenig repräsentativ. Ca. 2 km südöstlich von Kaltohmfeld liegt der ehemalige Werksteinbruch am „Mittelberg“. Hier ist die ca. 8 m mächtige Schaumkalkzone aufgeschlossen, welche durch Mergelkalk-Zwischenmittel getrennt wird. Petrographisch gesehen bestehen die Schaumkalkbänke aus porösen Kalkareniten, die besonders durch die Verwitterung ein „schaumiges“ Aussehen erhalten. Laut Seidel (1992) gehört der Standort geotektonisch zur „Kaltohmfelder Mulde“, einem herzynisch (NW-SE) streichenden Element des Ohmgebirges. | Breitenworbis         | Lage |
| EIC_1958 | weitere Bilder | Ehemaliger Werksteinbruch/Kalksteintagebau nördlich von Kreuzebra am „Hegeholz“  | poröser Kalkarenit, Dolomit                                                     | Muschelkalk                          | Der sich vor dem Waldrand des „Hegeholz“, ca. 1 km nördlich von Kreuzebra befindliche Steinbruch wurde vor Jahrzehnten als Werkssteinbruch angelegt und seit 1990–2008 zur Schotter- und Splittgewinnung genutzt. Stratigraphisch befindet sich der Steinbruch im obersten Abschnitt des Unteren Muschelkalkes (Schaumkalkzone). Dieser besteht aus drei porösen Kalkarenitbänken mit deutlich abgesetzten Hartgründen, die jeweils von Wellenkalk-Zwischenmitteln getrennt werden. Darüber schließt sich der Basis-Dolomit des Mittleren Muschelkalks an. Dieser feinschichtige Dolomit und dolomitische Mergelstein zerfällt bei dessen Verwitterung in kleine blättige Scherben. | Dingelstädt           | Lage |
| EIC_232  | weitere Bilder | Ehemaliger Kalksteintagebau Effelder, NW von Effelder                            | Wechselfolge aus mergeligen bis Mergelkalksteinen und kristallinen Kalksteinen. | Unterer Muschelkalk                  | Der ca. 1 km nordwestlich von Effelder, am nordwestlichen Plateaurand des Mühlenbergs gelegene „Kalksteinbruch Effelder“ wurde bis zum Jahr 1995 zur Erzeugung von Brechprodukten (Schotter und Splitte) betrieben. Im Tagebau ist die Wellenkalk-Folge des Unteren Muschelkalks mit den stratigraphischen Niveaus des Oberen Wellenkalkes, der Terebratelzone und des Mittleren Wellenkalkes aufgeschlossen. Petrographisch gesehen handelt es sich um eine Wechselfolge aus kristallinen und mergeligen Kalksteinen bis Mergelkalksteinen. Diese ist nahezu söhlig (horizontal) gelagert, wobei im südöstlichen Aufschlussbereich eine Abschiebungsstruktur zu erkennen ist. Als Bestandteil des inzwischen bergamtlich genehmigten Abschlussbetriebsplanes des Eigentümers (Gemeinde Effelder) wurde ein Sicherungswall aus nicht verarbeiteten Blöcken der Terebratelzone gegen das Betreten des Böschungsfußes errichtet. Die ansonsten im unteren Drittel der Wand anstehenden Terebratelbänke besitzen Mächtigkeiten nach PATZELT (1994), untere Bank 2,8 m und obere Bank 2,0. Das mikritische Zwischenmittel ist mit 2,8–3,0 m Mächtigkeit angesetzt. | Effelder              | Lage |
| EIC_1948 | weitere Bilder | Ehemaliger Werksteinbruch westlich des Stbr. Geisleden („Wolfsscheere“)          | Kalkstein, Dolomit                                                              | Bereich der Schaumkalkbänke          | Der vor 1990 stillgelegte Tagebau befindet sich ca. 1 km nördlich von Geisleden in der Nähe der L2020. Dieser wurde ursprünglich als Werksteinbruch angelegt und später zur Gewinnung von Wegebaumaterial genutzt. Die Böschungsoberkante wird stratigraphisch der Unteren Schaumkalkbank des Unteren Muschelkalks zugeordnet. Der Tagebau hat sich zu einem Sekundär-Biotop entwickelt, das zurzeit mit wenig Flora bewachsen und mit Staunässe bedeckt ist. Die nach Süden exponierte Böschung wird auf längere Sicht gehölzfrei bleiben. | Geisleden             | Lage |
| EIC_1949 | weitere Bilder | Ehemaliger Werkteinbruch „Auf den Gleichen“ südwestlich von Geisleden            | poröser Kalkarenit                                                              | Bereich der Schaumkalkbänke          | Im Landschaftsteil „Schillingsrieth“ oberhalb des tiefen Pferdebachtals befindet sich ca. 1,5 km südwestlich von Geisleden der ehemalige Werksteinbruch „Auf den Gleichen“. Hier wurden in den letzten 200 Jahren die werksteinfähigen Bänke der Schaumkalkzone (Unterer Muschelkalk) aus flach angelegten Abbaustellen entnommen und als Pflastersteine verwendet. Die Schichten der Schaumkalkzone sind innerhalb der Restlöcher nur noch andeutungsweise zu erkennen. | Geisleden             | Lage |
| EIC_1892 | weitere Bilder | „Feuerkuppe“ östlich Geismar-Steilhang im Unteren Muschelkalk                    | Kalkstein, kalkiger Mergel, Kalkmergel                                          | Unterer Muschelkalk                  | Die „Feuerkuppe“ befindet sich ca. 1 km südöstlich von Geismar nördlich der L 1003 am Rollsberg. Der aufgrund extremer Steilheit und trockenheitsbedingt fast Waldfreie Oberhang des Rollsberges erstreckt sich stratigraphisch im Unteren bis Mittleren Wellenkalk (Unterer Muschelkalk). Die südliche Hangkante wird durch die Terebratelzone gebildet. Der offene Hang ist nur schwer zu betreten, da die mikritische Schichtenfolge hier stark durch mechanische Verwitterung beansprucht wurde und es somit ständig zum Abrutschen kommen kann. Die Schichtenfolge ist am Hang nicht gut einzusehen, da sie von Hangschutt überdeckt wird. Der Geotop besitzt eher eine zoologisch-botanische Bedeutung. | Geismar               | Lage |
| EIC_920  | weitere Bilder | ND„Wilbicher Schüssel“- Aufschluss der tekt. St. an der L2027 südl. Großbartloff | Dolomite, dolomitische Mergel                                                   | Mittlerer Muschelkalk                | Die „Wilbicher Schüssel“ liegt in einer Straßenkehre der L 2027 zwischen Großbartloff und Wilbich. Im Zuge der Straßenbauarbeiten wurde hier der Mittlere Muschelkalk angeschnitten. Neben dem Geotop wird mit Wilbicher Schüssel auch ein kleines tektonisches Element innerhalb der Eichenberg-Gotha-Saalfelder Störungszone bezeichnet. Das Zentrum der Wilbicher Schüssel wird von den Schichten des Unteren und Mittleren Keuper, der Randbereich von Oberen und Mittleren Muschelkalk aufgebaut. Im Geotop, der sich am Ostrand der tektonischen Einheit Wilbicher Schüssel befindet, sind blättrige bis dünnbankige Dolomite und dolomitische Mergel aufgeschlossen, die mit ca. 40° nach Westen einfallen. | Großbartloff          | Lage |
| EIC_1936 | weitere Bilder | Sandtagebau Heiligenstadt im „Ochsenkopfgrund“                                   | Sandstein mit tonigen Zwischenmitteln                                           | Mittlerer Buntsandstein              | Der Sandtagebau am „Ochskopf“ erstreckt sich am westlichen Ortsrand von Heilbad Heiligenstadt auf einer Fläche von 6,8 ha und dient der Gewinnung von Bausanden einfacher Qualität. Die leichtverfestigten Schichten des Mittleren Buntsandsteins bestehen aus einer Wechselfolge von grauen und rötlichen Sandsteinen, die durch tonige Zwischenmittel getrennt werden. | Heilbad Heiligenstadt | Lage |
| EIC_1950 |                | Ehemaliger Werksteinbruch nordöstlich von Heuthen / an der L 2045                | Kalkstein, mergliger Kalkstein                                                  | Muschelkalk                          | An der Landstraße L 2045 (Heuthen-Kreuzebra) befindet sich ca. 500 m nordöstlich von Heuthen ein ehemaliger Werksteinbruch im Hang des „Stiemelgraben“. Hier stehen die Gesteine der Schaumkalkzone des Unteren Muschelkalkes an, wobei in der Böschung derzeit nur noch der mergelige Kalkstein des Oberen Wellenkalkes aufgeschlossen ist. Die Reste der Unteren Schaumkalkbank liegen am Fuße als Schuttmassen vor. Etwa 500 m östlich gelegen befindet sich der „Eichenberg“. Zwischen dem dort anstehenden Trochitenkalk (Basisglied des Oberer Muschelkalks) und dem Aufschluss im Werksteinbruch sind die Gesteine des Mittleren Muschelkalks aufgeschlossen. | Heuthen               | Lage |
| EIC_1900 |                | „Epsberg“ bei Hohengandern                                                       | tonig-merglige Schichten                                                        | Mittlerer Keuper                     | Am ca. 500 m südöstlich von Hohengandern gelegenen „Eps-Berg“ sind an dessen Westhang die tonig-mergligen Schichten des Mittleren Keupers aufgeschlossen. Die Aufschlussverhältnisse ähneln denen der „Wachsenburg“ und der „Wandersleber Gleiche“, die in Mittelthüringen landschaftsprägend sind. Das Auftreten des Mittleren Keupers bei Hohengandern ist tektonisch an den Grabenbruch des „Leine Grabens“ gebunden. Hier sind die Schichtenfolgen aus der Oberen Trias grabenförmig eingesunken so vor Erosion und Abtragung geschützt. | Hohengandern          | Lage |
| EIC_1890 |                | „Küllstedter Bahntunnel/Westportal“- Unterer Muschelkalk                         | sparitischer Kalkstein mit mikritischen Zwischenmitteln                         | Bereich der Schaumkalkbänke          | Das Westportal des „Küllstedter Bahntunnels“ liegt ca. 1,5 km südlich von Küllstedt. Die inzwischen stillgelegte Eisenbahnlinie Leinefelde-Geismar wurde seinerzeit in einem schwierigen Landschaftsrelief trassiert, weshalb tiefe Einschnitte und Tunnel notwendig waren. Westlich des Tunnelportals wurde die sog. „Rösche“ in die Schichten des Schaumkalkes (Unterer Muschelkalk) getrieben. An dieser südöstlichen Böschung sind die in Nordwestthüringen verbreiteten drei Schaumkalkbänke zu finden. Diese Bänke der porösen Schaumkalkzone besitzen Mächtigkeiten zwischen 10 und 130 cm und werden durch mikritsche Zwischenmittel getrennt. Zusammen sind rund 6 m der Folge aufgeschlossen. | Küllstedt             | Lage |
| EIC_1968 |                | „Burg Bodenstein“ nördlich von Wintzingerode – Aufschluss als Bauwerksgründung   | Kalkstein                                                                       | Unterer Muschelkalk                  | Die ca. 500 m nördlich von Wintzingerode liegende „Burg Bodenstein“ befindet sich topographisch an der Westflanke des „Ohmgebirges“ auf einem Bergsporn. Stratigraphisch lässt sich der Aufschluss in den Übergangsbereich von Oberem Wellenkalk und der darüberliegenden Schaumkalkzone des Unteren Muschelkalks zuordnen. Durch die härteren Schichten des sparitsich ausgebildeten Schaumkalks wurden die darunter liegenden Schichten des Wellenkalkes vor der Erosion geschützt. Diese verwitterungsbeständigen Kalkbänke bilden eine harte Kante aus, die den bewaldeten Steilhang von der ackerbaulich genutzten Hochfläche aus Gesteinen des Mittleren Muschelkalks trennt. Weiterhin dienten diese harten Bänke als Fundament für die „Burg Bodenstein“. | Leinefelde-Worbis     | Lage |
| EIC_1979 |                | „Sachsental“ südwestlich von Kaltohmfeld – Aufschlüsse in der Oberkreide (1)     | Sande, Mergelkalkstein                                                          | Cenoman                              | Im „Sachsental“ sind im Bachbett des Ritterbaches ca. 1 km südwestlich von Kaltohmfeld die Grünsande des Untercenoman (Oberkreide) als Lesesteine zu finden. Bei den Grünsanden handelt es sich petrographisch gesehen um einen verwitterten, feinkörnigen Sandstein mit Einsprenglingen von Glaukonit. Das Eisen-Aluminium Silikat Glaukonit entsteht durch die Reaktion von Sediment und Meerwasser bei geringer Sedimentationsrate (Halmyrolyse). Die Grünsande wurden in einem Flachmeer abgelagert und belegen den sog. „Transgressionshorizont“ der oberkreidezeitlichen Festlandsüberflutung. Weiterhin schneidet sich der Bachlauf in die Schichten der Plänerkalke ein, die aus grauweißen Mergelkalken aufgebaut werden und ein dünnplattiges bis dünnbankiges Gefüge ausbilden. | Leinefelde-Worbis     | Lage |
| EIC_1980 |                | „Sachsental“ südwestlich von Kaltohmfeld – Aufschlüsse in der Oberkreide (2)     | Mergelkalksteine                                                                | Cenoman                              | Ca. 500 m nördlich des Geotops „Sachsental (1)“ befindet sich ein weiterer Aufschluss („Sachsental (2)“) in den Schichten der Oberkreide. Hier sind die grauweißen Mergelkalksteine der Pläner-Folge entlang der Straße, die von Kaltohmfeld nach Kirchohmfeld führt, aufgeschlossen. Die dünnplattigen bis dünnbankigen Gesteine zerfallen hier durch die Verwitterung in scherbige Bruchstücke. Weitere Fundstellen sind auf dem benachbarten Acker anzutreffen. Die Geotope „Sachsental 1 und 2“ besitzen einen nationalen Wert, da sie zur Rekonstruktion paläogeographischer Verhältnisse in Mitteleuropa dienen und einzigartig sind. | Leinefelde-Worbis     | Lage |
| EIC_1967 |                | Ehemaliger Werksteinbruch westlich von „Wintzingerode“                           | Sandstein                                                                       | Thüringischer Chirotherien-Sandstein | Der ehemalige Werksteinbruch befindet sich ca. 0,5 km nordwestlich von Wintzingerode an der B 247 (Worbis-Duderstadt). Hier stehen die hellgrauen, fein- bis mittelkörnigen Sandsteine des Chirotheriensandsteins (Mittlerer Buntsandstein) an. Die Endböschungen zeigen sehr dickbankige, massive Schichten. Nach SEIDEL (1972) handelt es sich hier um die für die Eichsfeldschwelle typische Fazies mit großen Mächtigkeiten im Chirotheriensandstein. | Leinefelde-Worbis     | Lage |
| EIC_1984 |                | Flächennaturdenkmal „Kälberberg“ südlich von Kaltohmfeld – Werksteinbruch        | Kalkstein                                                                       | Trochitenkalk                        | Der ehemalige Werksteinbruch befindet sich auf der Westseite des „Kälberberges“, ca. 1 km südlich von Kaltohmfeld. In dem Restloch sind die Schichten des hier 8–9 m mächtigen Trochitenkalkes des Oberen Muschelkalks aufgeschlossen. Das Gestein ist fest und dickbankig ausgebildet und besitzt ein sparitisches Gefüge. Weiterhin sind im Gestein Trochiten, d. h. fossile Stielglieder von Seelilien, Muscheln und Brachiopoden zu finden. Geotektonisch gesehen gehört der „Kälberberg“ zur „Kaltohmfelder Mulde“, einem herzynisch (NW-SE) streichenden Element des Ohmgebirges. | Leinefelde-Worbis     | Lage |
| EIC_1940 | weitere Bilder | „Dieteröder Klippen“ -Steilhang im Unteren Muschelkalk                           | Kalkstein, kalkige Mergel, mergliger Kalkstein                                  | Unterer Wellenkalk                   | Der Oberhang der „Dieteröder Klippen“ erstreckt sich ca. 500 m nordöstlich von Dieterode in den Schichten des Unteren Wellenkalkes (Unterer Muschelkalk). Die obere Hangkante wird vom Ausstrich der ca. 7 m mächtigen Oolithzone gebildet. Am Fuß der „Dieteröder Klippen“ stehen die Schichten des Röt (Oberer Buntsandstein) und der Solling-Folge (Mittlerer Buntsandstein) an, was durch die markante Rotfärbung der Äcker deutlich wird. Der Untere Wellenkalk zeigt sich hie als ca. 35 m mächtige Schicht, die aus dünnplattigen, flaserig-knaurigen Mergelsteinen besteht. | Schimberg             | Lage |
| EIC_1871 |                | Ehemaliger Gipssteinbruch SE von Misserode-Betriebsgelände Kompostanlage         | Gips                                                                            | Röt-Salinar                          | Der ehemalige Gipstagebau, der ca. 700 m südöstlich von Misserode liegt, wird heute als Kompostanlage genutzt. An der hinterlassenen Abbauböschung steht massiver, dickbankiger Gipsstein an, der der stratigraphischen Einheit des Röt (Oberer Buntsandstein) zugeordnet wird. Dieser weist kaum Spuren von Lösungsverwitterung auf. Die Ursache hierfür liegt in den besonderen geologisch-tektonischen Standortverhältnissen, die bei der Schollenversenkung im südlichen Randbereich des Misseroder Grabenbruchs wirkten und nicht zu der sonst verbreiteten raschen Gipslösung durch Grundwasser führten. | Schimberg             | Lage |
| EIC_1931 |                | Ehemaliger Werksteinbruch in Wüstheuterode an L1074                              | Sandstein                                                                       | Solling-Formation                    | Am westlichen Ortsausgang von Wüstheuterode befindet sich direkt an der L1074 ein ehemaliger Werksteinbruch. Das es sich um einen ehemaligen Steinbruch handelt, darauf weisen die Dickbankigkeit des Gesteins und die für den Abbau günstige Ortsnähe hin. Im Gebiet um Wüstheuterode und zwischen Lenterode und Uder steht über mehrere Quadratkilometer der rotbraune Niedersächsische Bausandstein an. Innerhalb dieser Fläche weisen mehrere Restlöcher auf einen ehemaligen Abbau hin. | Uder                  | Lage |
| EIC_1998 |                | Kalksteintagebau „Röhrig“ – Auf dem Plateau des „Röhrsberg“                      | Kalkstein, mergliger Kalkstein                                                  | Mittlerer Wellenkalk                 | Der sich am Nordostrand des „Röhrsberg“ ca. 500 m südwestlich von Röhrig befindliche Steinbruch, dient dem Abbau von Kalksteinen zur Splitt und Schotterherstellung. Stratigraphisch lässt er sich im Hangenden der Terebratelzone des Unteren Muschelkalks zuordnen, die den Abschluss des darunterliegenden Mittleren Wellenkalks (28 m) bildet. Zur Zeit befindet sich der Abbau in der oberflächennahen Verwitterungszone. Das im Landschaftsrelief nahezu ebene und waldfreie Plateau zwischen Hopfen- und Röhrsberg gehört zu den größeren Muschelkalk-Zeugenbergen zwischen dem Fretteroder Grabenbruch und der Buntsandsteinebene südlich des Leinetals. | Uder                  | Lage |
| EIC_1932 |                | Werksteinbrüche nördlich von Birkenfelde                                         | Sandstein                                                                       | Solling-Formation                    | Die beiden 1990 entstandenen Werksteinbrüche befinden sich ca. 1 km nördlich von Birkenfelde. Hier wird der Niedersächsischer Bausandstein abgebaut, der als Naturstein für historische Bauten genutzt wird. Stratigraphisch wird dieser Aufschluss der Solling-Folge des Mittleren Buntsandsteins eingeordnet. | Uder                  | Lage |

### Fossilien
| ID       | Bild | Bezeichnung                                                                      | Art                 | Stratigraphie           | Beschreibung | Gemeinde      | Lage |
| -------- | ---- | -------------------------------------------------------------------------------- | ------------------- | ----------------------- | --- | ------------- | ---- |
| EIC_1954 |      | Sandsteintagebau des Zementwerkes Deuna, nordöstlich von Deuna am „Struth-Forst“ | Sandstein, Tonstein | Mittlerer Buntsandstein | Im nordöstlich von Deuna gelegenen Steinbruch am „Struthforst“ werden mürbe Sand- und Ton-/ Schluffsteine abgebaut. Stratigraphisch lässt sich der Steinbruch in zwei Abschnitte teilen. Im Liegenden steht eine rund 12 m mächtige Wechsellagerung aus rotbraunen Ton- u. Schluffsteinen mit Sandbänken an. Aufgrund der Fossilführung (Avicula murchisoni) ist dieser Abschnitt der Volpriehausen-Folge zuzuordnen. Darüber befindet sich ein ca. 21 m mächtiger Abschnitt mit verschiedenkörnigen Sandsteinbänken sowie Sand- und Tonstein-Wechsellagerungen, die der Detfurt-Folge zugeordnet werden. Die Schichten weisen häufig Glimmerblättchen (Biotit, Muskovit) auf. Beide Folgen zeigen Wellenrippel, Trockenrisse usw., die auf zyklische Ablagerungen hindeuten und in flachen Seebereichen mit semiaridem Klima angesiedelt waren. | Niederorschel | Lage |
| EIC_1981 |      | Aufschluss im Plänerkalk in Holungen und Lesesteine in der benachbarten Feldflur | Mergelkalke         | Cenoman                 | An dem Fußweg von Holungen zum „Sonnenstein“ befindet sich der kleine Aufschluss des Plänerkalkes aus dem Mittelcenoman (Oberkreide). Dieser stellt gemeinsam mit den gleichaltrigen Lesesteinfunden in dem benachbarten Ackerfeld geologisch die jüngste und somit oberste Grabenfüllung des „Holunger Grabens“ dar. Der am Fußweg aufgeschlossene feinschichtige Mergelkalkstein gehört stratigraphisch zur 19 m mächtigen Abfolge hellgrauer Karbonatgesteine des Cenomans, die hier durch Bohrungen nachgewiesen wurde. Die kretazischen Schichten lagern diskordant auf denen des Muschelkalks und Keupers auf (SEIDEL 1992). Auf der benachbarten Ackerflur findet man die aus fossilreichen basalen Teilen der Plänerkalk-Schichtenfolge stammenden Lesesteine. Die höchste Fossildichte wurde im Bereich des Friedhofs und nördlich der Ortslage ermittelt. Zu den marinen Fossilien gehören Brachiopoden, Muscheln, Cephalopoden und Schwämme. | Sonnenstein   | Lage |

### Lagerungsverhältnisse/Tektonik
| ID       | Bild           | Bezeichnung                                                                     | Art                                                 | Stratigraphie               | Beschreibung | Gemeinde              | Lage |
| -------- | -------------- | ------------------------------------------------------------------------------- | --------------------------------------------------- | --------------------------- | --- | --------------------- | ---- |
| EIC_1896 |                | Ehemaliger Werkssteinbruch am „Well-Berg“ östlich von Bornhagen                 | Kalkstein, Dolomitmergel, Tonmergel                 | Trochitenkalk               | Der seit Jahrzehnten auflässige Steinbruch, der sich ca. 1,5 km östlich von Bornhagen befindet, stellt einen der regionalgeologisch wichtigsten Aufschlüsse in Nordwestthüringen dar. Er liegt im Kreuzungsbereich (Eichenberger Grabenknoten) der Eichenberg-Gotha-Arnstadt-Saalfelder-Störungszone (NW-SE) und des Leinetal-Grabens (N-S) und besitzt die Gestalt eines Hangschulterbruchs. An der westexponierten Böschung steht das Basisglied des Oberen Muschelkalk, der Trochitenkalk, an, der hier stark lagerungsgestört ist und in mehreren Bänken aufgespalten ansteht. Am Fuß und an der südexponierten Böschung zeigt sich eine mm-dicke Wechsellagerung aus Dolomiten und Tonmergeln des Mittleren Muschelkalks. | Bornhagen             | Lage |
| EIC_1974 | weitere Bilder | Sandtagebau Brehme am „Sandberg“ nördlich von Brehme                            | Sandstein, Tonstein                                 | Solling-Formation           | Die im Sandtagebau Brehme anstehenden Schichten befinden sich stratigraphisch im Bereich der Solling-Folge und beginnen mit dem Solling-Basissandstein, der gefolgt wird von dem Solling-Zwischenmittel und dem Hangenden Schichtglied des Thüringischen Chirotheriensandsteins. Der Abbaugegenstand ist gegenwärtig der relativ mürbe, weißgraue Basissandstein, welcher für Bau- und Bettungssande aufgearbeitet wird. Das nur mit 20 cm ausgeprägte Solling-Zwischenmittel aus Ton- und Schluffsteinen spiegelt die sog. „S“-Diskordanz wieder. Darüber lagerte sich der gelbbraune bis gelbgraue Chirotheriensandstein ab, der als dickbankig fester Sandstein ausgebildet ist. | Brehme                | Lage |
| EIC_1965 | weitere Bilder | Tontagebau Ferna am „Mondenberg“ südlich von Ferna                              | Sandstein, Tonstein                                 | Bernburg-Formation          | Die Ton-,Silt- und Feinsandsteine der Bernburg-Folge sind Abbaugegenstand für eine Fremdtonversorgung aus der am südwestlichen Ortsrand Ferna gelegenen Ziegeleigrube. Die nach Norden bzw. nach Nordosten einfallenden Schichten bilden die Nordflanke des Ost-West streichenden Leinefelder Sattels im Übergang zur weitspannigen Fernaer-Mulde. Die Sohlbank-Zyklen sind im nordwestlichen Abschnitt des Tagebaues in engspannige Kleinfalten gelegt. Die Vergenz dieser disharmonischen, herzynisch bis Ost-West streichenden Kleinsättel zeigt in Richtung Fernaer Mulde. In Analogie zu kleintektonischen Beobachtungen in der Thüringer Mulde ist die Entstehung dieser Kleinfalten – als lokale Phänomene – an die kompressive Ausgestaltung des Leinefelder Sattels eingebunden. | Ferna                 | Lage |
| EIC_1901 |                | Zechsteindolomit in Fretterode-Aufschluss an Straßenböschung am Feuerwehrhaus   | Dolomit                                             | Zechstein                   | Beim Bau des Feuerwehrhauses in Fretterode wurde der hier anstehende Zechsteindolomit freigelegt. Es handelt sich um das Leine-Karbonat („Plattendolomit“). Die aufgeschlossenen Schichten zeigen ein bankig-plattig strukturiertes Gestein, das neben Lagerungsklüften (Schichtfugen) auch tektonische Klüfte mit Sprunghöhen im dm-Bereich aufweist. In der Umgebung von Fretterode sind weitere Aufschlüsse, wie z. B. der „Hasenwinkel“ zu finden. | Fretterode            | Lage |
| EIC_1868 |                | „Greifenstein“-Zeugenberg (Muschelkalk) im Buntsandsteingebiet Kella-Großtöpfer | Oolithkalkstein, Wellenkalk                         | Unterer Muschelkalk         | Der bis auf 442 m ü. NN reichende und vollständig naturbewaldete Schloßberg, der ca. 1,5 km westlich von Großtöpfern zu finden ist, ist kein Geotop im eigentlichen Sinne, da an der Berghängen keine Aufschlüsse vorhanden sind. Auf dem Gipfel sind Mauerreste des „Schloss Greifenstein“ zu finden. Der Sockel des kegelförmigen Berges wird durch die Schichten des Mittleren und Oberen Buntsandsteins aufgebaut, während am Top der Untere Wellenkalk des Unteren Muschelkalk ansteht. | Geismar               | Lage |
| EIC_1891 |                | Aufschluss im Trochitenkalk im Wasserriß neben Kalksteinbruch Großbartloff      | kristalliner Kalkstein                              | Oberer Muschelkalk          | Der ca. 1,5 km südlich von Großbartloff gelegene Wasserriß spiegelt den Verlauf einer der Hauptstörungen des „Wilbicher Graben“ wider, der Teil der über 100 km langen Eichenberg-Gotha-Arnstadt-Saalfelder Störungszone ist. Der schwer zugängliche Aufschluss zeigt einen Teil der bis zu 9 m mächtigen Bankzone des Trochitenkalks als Basisglied des Oberen Muschelkalks. Der extrem harte, dichte kristalline Kalkstein trotzt deutlich der durch Wasserkraft erzeugten Erosion. Wesentliche Merkmale dieses Horizontes sind die gesteinsbildenden Reste der Seelilie Encrinus Liliiformis, deren Stilglieder und seltener deren Kronen sich in den Stirnflächen der Kalkbänke finden lassen. | Geismar               | Lage |
| EIC_1869 |                | Hülfensberg                                                                     | Kalkstein                                           | Unterer Muschelkalk         | Der Hülfensberg befindet sich ca. 300 m nordwestlich von Döringsdorf und stellt ebenso wie der westlich gelegene Schloßberg einen sog. „Zeugenberg“ dar. Hier sind härtere Schichtglieder („Zeugen“) inmitten älterer Gesteinsschichten zu finden, die nicht durch Erosion abgetragen wurden. Der Hülfensberg wird im Sockelbereich durch die Schichten des Oberen Buntsandsteins (Röt) aufgebaut, die im Gipfelbereich von den Gesteinen des Unteren Muschelkalks (Unterer Wellenkalk) überlagert werden. Die gestörte Lagerung der Muschelkalk-Schichten deutet auf einen Bergrutsch hin. | Geismar               | Lage |
| EIC_1897 |                | Ehemaliger Kalksteintagebau Gerbershausen – U. Muschelkalk                      | mikritischer Kalkstein                              | Unterer Muschelkalk         | Der ehemalige Kalksteinbruch befindet sich ca. 500 m nordwestlich von Gerbershausen und schließt den Mittleren Wellenkalk des Unteren Muschelkalks auf. Er liegt im Bereich einer tektonischen Störung, die den Muschelkalk gegen den Keuper versetzt. Geotektonisch gehört der Aufschluss zum „Eichenberger Grabenknoten“. Die Sprunghöhe der Störung beläuft sich auf >100 m. Die Kalksteine sind in Oberflächennähe extrem verwittert und aufgrund der tektonischen Beanspruchung stark zerklüftet. | Gerbershausen         | Lage |
| EIC_237  |                | Kalksteinbruch Großbartloff/Herode südlich von Großbartloff                     | Kalkstein                                           | Muschelkalk                 | Der „Kalksteinbruch Großbratloff“ liegt ca. 1,5 km südlich von Großbartloff, westlich der Landstraße L 2032. Der Aufschluss ist ein Teil der Eichenberg-Gotha-Arnstadt-Saalfelder Störungszone, die bei Großbartloff als Grabenbruch ausgebildet ist. Hier ist der Übergang zwischen dem Unteren und Mittleren Muschelkalk aufgeschlossen. Abbaugegenstand waren die Kalk- und Mergelkalksteine des Oberen Wellenkalkes und die kristallinen Bankkalksteine der Schaumkalk-Zone (Unterer Muschelkalk). Die dolomitischen Mergelgesteine und Dolomite an der Basis Mittlerer Muschelkalks wurden weitgehend als Abraum verworfen. Die zwischen den Schichten existierenden Lagerungsstörungen sind in der Böschung sehr gut erkennbar. | Großbartloff          | Lage |
| EIC_1963 | weitere Bilder | „Klei“ nördlich Siemerode – Tektonisch verrutschter Muschelkalkhügel            | Oolithtischer Kalkstein                             | Bereich der Oolithbänke     | Bei dem „Klei“, der sich ca. 0,5 km nördlich von Siemerode befindet, handelt es sich um eine 0,3 bis 0,5 km breite Leistenscholle aus Gesteinen der Unteren Wellenkalkfolge (Unterer Muschelkalk). Diese streicht in rheinischer Richtung (NNE-SSW) und wurde im Nordabschnitt der „Rengelröder Störungszone“ in einen Grabenbruch abgesenkt. So wie beim „Heinebrink“ bei Rohrberg wurden die umgebenden Buntsandsteinschichten erodiert und abgetragen, sodass die Muschelkalkscholle als Anhöhe erhalten blieb. Die Umgebung des Hügels besteht aus Sandsteinen der Solling-Folge des Mittleren Buntsandsteins. Auf dem „Klei“ wurde von 1960 bis 1980 der scherbig, grußig verwitterte Wellenkalk sporadisch abgebaut. Die Restlöcher liegen heute in renaturierter Form vor. Die aufgeschlossenen Gesteine können dem dolomitischen Zwischenmittel der Oolithzone zugeordnet werden.                                                            | Heilbad Heiligenstadt | Lage |
| EIC_1942 | weitere Bilder | Kalsteintagebau Rengelrode am „Steinberg“ nordwestlich von Rengelrode           | oolithführender Kalkstein                           | Bereich der Oolithbänke     | Der Steinbruch wurde bereits um 1900 zum Abbau der Oolithbänke des Unteren Muschelkalks zur Werksteingewinnung benutzt. Ab 1990 wurde die Nordflanke des „Steinbergs“ zur Brechsteingewinnung wesentlich erweitert. Der „Steinberg“ repräsentiert einen durch Tektonik und Reliefumkehr entstandenen Muschelkalkrücken, der von Röt-Schichten flankiert ist sich innerhalb der „Rengelröder Grabenzone“ befindet. | Heilbad Heiligenstadt | Lage |
| EIC_1971 |                | Aufschluss Wellenkalk; südlich von Kirchohmfeld an der L1012                    | mergliger Kalkstein                                 | Oberer Wellenkalk           | Der Aufschluss befindet sich ca. 300 m südlich von Kirchohmfeld, direkt an der L 1012. Hier sind die Schichten des Oberen Wellenkalks (Unterer Muschelkalk) im Bereich der Westflanke des „Worbiser Grabens“ aufgeschlossen. Die Schichtenfolge fällt mit max. 10° nach Osten in Richtung des „Worbiser Grabens“ ein. Im Bereich der dünnplattigen Mergelkalksteine zeigen sich vereinzelt Fiederbrüche, die auf eine in dem Fall herzynisch (NW-SE) streichende Blattverschiebung hinweisen. | Leinefelde-Worbis     | Lage |
| EIC_1970 |                | Ehemaliger Werksteinbruch „Klien“ nördlich von Breitenbach                      | Kalkstein                                           | Bereich der Terebratelbänke | Zwischen Breitenbach und Worbis erstreckt sich der flache Hügelzug des "Klien", der den Verlauf des "Worbiser Grabensals Teil des südlichen Abschnitts der Ohmgebirgs-Störungszone, widerspiegelt. Die Grabenfüllung setzt sich aus Ton-Mergelgesteinen des Mittleren Muschelkalks zusammen, die beidseitig von den mergeligen Kalksteinen des Unteren Muschelkalks flankiert werden. Im ehemaligen Steinbruch am nördlichen Ortsrand von Breitenbach wurden vorrangig die Gesteine der Terebratelzone (Unterer Muschelkalk) abgebaut. Innerhalb der Terebratelbänke sind eine Vielzahl von Kleinverwerfungen zu finden. aus deren Raumlage auf die Entwicklung der westlichen Randstörung des "Worbiser Grabens" geschlossen werden kann. Weiterhin ist auf den Abschiebungsflächen Harnisch-Rillung erkennbar. | Leinefelde-Worbis     | Lage |
| EIC_1953 | weitere Bilder | Kalksteintagebau Kallmerode, östlich von Kallmerode am „Wingert“                | Kalkstein, Kalkmergel                               | Unterer Muschelkalk         | Der ca. 1,5 km östlich von Kalmerode liegende Kalksteinbruch wurde 1996 in den Schichten des Unteren Muschelkalks aufgefahren. Stratigraphisch befindet sich die Abbauwand zwischen dem Oolithhorizont alpha und der Terebratelzone. Als Rohstoff wird hauptsächlich der dazwischen liegende Mittlere Wellenkalk genutzt. Der Steinbruch wird durchzogen von weitspannigen tektonischen Klüften. Die Klüfte verlaufen steil bzw. senkrecht zur Lagerklüftung. Weiterhin sind aufgrund der Oberflächennähe tiefreichende verlehmte Karstspalten zu beobachten. | Leinefelde-Worbis     | Lage |
| EIC_1938 |                | „Röt am Rusteberg“ bei Marth, Aufschluss am „Klingelsberg“                      | Gipssteine und Gipsmergel                           | Oberer Buntsandstein        | Am Südostfuß des „Rustenberg“ bzw. am Leidensweg zum Marther „Klingelsberg“ treten die Gipssteine und -mergel des Oberen Buntsandsteins (Röt) zutage. Diese wurden um 1900 vermutlich zur Herstellung von „Sparkalk“ abgebaut. Geotektonisch befindet sich die Röt-Folge mit dem umgebenen Wellenkalk (Unterer Muschelkalk) im Bereich des rheinisch (NNE-SSW) streichenden „Marther Grabens“. Im östlichen Teil des Aufschlusses sind ost- bis südost-vergente Kleinfalten im Gipsgestein zu finden. Diese lassen auf eine nach der Grabenbildung erfolgte Ost-West-Einengung schließen, wie sie ebenfalls im „Leinetal-Graben“ und im „Ohmgebirge“ zu beobachten ist. | Marth                 | Lage |
| EIC_1939 |                | „Rusteberg“ nördlich von Marth, Tektonisch verursachte Anhöhe im U. Muschelkalk | Kalkstein, mergliger Kalkstein, Sandstein, Tonstein | Unterer Muschelkalk         | Der am nördlichen Ortsrand von Marth gelegene „Rusteberg“ stellt eine weitsichtige Anhöhe im landschaftlichen Relief nördlich des Leinetals dar. Dieser bildet den südlichen Abschnitt der in rheinischer Richtung (NNE-SSW) verlaufenden „Gelliehausener Störung“, die sich parallel zum Leinetal-Graben auf deren Ostseite erstreckt. Bei Marth-Rustenfelde zeigt sich die Störung als Grabenbruch mit ca. 250 m Breite. Bei dem „Rusteberg“ handelt es sich um eine im Grabenbruch versenkte Muschelkalkscholle, an deren Rändern die verlaufenden Störungen auf einen Versatz von 100–150 m hindeuten. Somit steht der Mittlere Buntsandstein gegen den Unteren Muschelkalk an. Auf dem Plateau sind die Schichten der Terebratelzone aufgeschlossen, während am Fuß die Tonsteine des Oberen Buntsandsteins (Röt) anstehen. Durch fortlaufende Verwitterung und Abtragung kam es zur Reliefumkehr und somit zur Freistellung des „Rusteberges“. | Marth                 | Lage |
| EIC_1962 | weitere Bilder | Geschützter Landschaftsbestandteil „Heinebrink“ nordöstlich von Rohrberg        | Kalkstein                                           | Unterer Muschelkalk         | Der ca. 0,5 km nördlich von Rohrberg gelegene „Heinebrink“ stellt geotektonisch eine in der „Gelliehausener Störungszone“ versenkte Muschelkalkscholle dar. Diese wurde durch Reliefumkehr (Inversion) landschaftlich herausmodelliert. Die Störungszone streicht in rheinischer Richtung (NNE-SSW) mit durchschnittlichen Vertikalversätzen von 30–100 m und einem Schichteinfallen mit 10–30°. Auf dem „Heinebrink“ wurde ein Steinbruch betrieben, in dem der mikritisch/sparitische Kalkstein der Oolithzone (Unterer Muschelkalk) abgebaut wurde. Die Bankkalke sind stark geklüftet. Der landschaftlich sehr bemerkenswerte Standort beinhaltet weiterhin eine vielfältige Vegetation wie z. B. Orchideen und Enziane. | Rohrberg              | Lage |
| EIC_1872 |                | Kalksteintagebau am Rossberg SE Misserode (Wellenkalkfolge)                     | Kalkstein                                           | Unterer Muschelkalk         | Der Kalksteinbruch am Rossberg bildet zusammen mit dem Kalksteinbruch am Winterberg den Geotop „Kalksteinbruch Misserode“. Dieser befindet sich südöstlich von Misserode und wurde zum Abbau von Straßenschottern genutzt. An der nordöstlichen Böschung ist der Untere Muschelkalk mit den Niveaus des Unteren und teilweise Mittleren Wellenkalks, sowie der Terebratelbänke aufgeschlossen. Der Rossberg stellt einen Wellenkalk-Härtlingsrücken an der Südflanke der Eichenberg-Gotha-Arnstadt-Saalfelder Störungszone dar. Im nördlichen Randbereich des Steinbruches sind die Schichten des Wellenkalks gegen die des Röt (Oberer Buntsandstein) verschoben. Die Schichtenfolge ist tektonisch geklüftet und durch wechselndes Einfallen mit der Hauptfallrichtung Süd verstellt. | Schimberg             | Lage |
| EIC_919  |                | Kalksteintagebau am Winterberg SE Misserode (Wellenkalk-Folge)                  | Kalksteine, Dolomite, Mergelsteine                  | Unterer Muschelkalk         | Der aktive Steinbruch befindet sich 1,5 km südöstlich von Misserode an der Straße nach Geismar und bildet zusammen mit dem Kalksteinbruch am Rossberg den Geotop „Kalksteinbruch Misserode“. Hier sind im Bereich der Eichenberg-Gotha-Saalfelder Störungszone der Untere und Mittlere Muschelkalk von der Oolithzone bis zum Unteren Dolomit aufgeschlossen. An der Steinbruchwand sieht man eine nach Ostsüdost streichende und mit 25 Grad nach Südsüdwest einfallende Verwerfung (Abschiebung), die den Oberen Wellenkalk und die Schaumkalkzone gegen den Mittleren Wellenkalk versetzt. Darüber ist der Untere Dolomit des Mittleren Muschelkalks aufgeschlossen. | Schimberg             | Lage |
| EIC_1870 |                | Zechsteindolomit in Misserode-Reliktische Felsblöcke an der Kirche              | Dolomit                                             | Staßfurt-Folge              | An der Kirche in Misserode sind reliktische Felsblöcke aus Zechsteindolomit aufgeschlossen. Dabei handelt es sich um das Leine-Karbonat („Plattendolomit“). Ebenso wie der Geotop „Schlittstein“ bei Wiesenfeld stellt dieser Aufschluss eine durch Salinartektonik herausgehobene Zechsteinscholle dar, welche sich im südlichen Randbereich der hier als Grabenbruch ausgebildeten Eichenberg-Gotha-Arnstadt-Saalfelder Störungszone befindet. Im nördlichen Bereich wird die Scholle von den tonigen Gesteinen des Röt (Oberer Buntsandstein), südlich von den tonig-mergeligen Schichten des Mittleren Muschelkalks flankiert. Die Gesteinsfragmente sind auf einer Fläche von 1 ha verbreitet. | Schimberg             | Lage |
| EIC_1991 | weitere Bilder | „Allerburg“ südwestlich von Bockelnhagen – Muschelkalkberg im Buntsandstein     | Kalkstein, Tonstein, Mergel, Sandstein              | Bereich der Oolithbänke     | Die ca. 1 km südlich von Bockelnhagen befindliche Anhöhe „Allerburg“ ist das geologisch-naturgeschichtliche Ergebnis von landschaftlicher Reliefumkehr. Die rheinisch gerichtete Ohmgebirgs-Grabenzone setzt sich nördlich des Ohmgebirges als gestaffelter Grabenbruch bis weit in das Buntsandsteinareal fort. Der 323,2 m hohe bewaldete Burgberg ist geomorphologisch eine im Grabenbruch versenkte Muschelkalkscholle mit Röt-Sockel. Die Umgebung der „Allerburg“ besteht aus den Sand- und Tonsteinen des Mittleren Buntsandsteins. Stratigraphisch befindet sich der hangende Abschnitt der Anhöhe im Niveau der Oolithbankzone des Unteren Muschelkalks. Dieser Horizont besteht aus zwei mikritischen Kalksteinbänken mit ca. 7 m Mächtigkeit. Der Übergang zu den im Liegenden des Unteren Muschelkalks anstehenden Gesteinen des Oberen Buntsandsteins wird durch die Gelbe Grenzbank gebildet.                                          | Sonnenstein           | Lage |
| EIC_1992 |                | „Iberg“ bei Weißenborn – Muschelkalkberg in Buntsandstein                       | Kalkstein, Tonstein, Sandstein                      | Bereich der Oolithbänke     | Der bis auf 305,5 m ü. NN reichende „Iberg“ befindet sich ca. 1 km nördlich von Weißenborn-Lüderode und wird aus den Schichten der Wellenkalk-Folge (Unterer Muschelkalk) aufgebaut. Das Bergplateau bilden die Schichten der Oolithzone (Unterer Muschelkalk). Die rheinisch gerichtete Ohmgebirgs-Grabenzone setzt sich nördlich des Ohmgebirges als gestaffelter Grabenbruch bis weit in das Buntsandsteinareal fort. Der bewaldete Iberg ist geomorphologisch eine im Grabenbruch versenkte Muschelkalkscholle mit Röt-Sockel. Am Fuß steht Pelitröt an (Oberer Buntsandstein), während in der flachwelligen Umgebung die Sand- und Tonsteine des mittleren Buntsandsteins verbreitet sind. | Sonnenstein           | Lage |
| EIC_1973 | weitere Bilder | „Sonnenstein“ nordwestlich von Holungen – Aufschlüsse im U. Muschelkalk         | Kalkstein, kalkiger Mergel                          | Unterer Muschelkalk         | Der „Sonnenstein“ ist mit 484,2 m die höchste Erhebung auf der Westschulter des „Holunger Grabens“ und liegt ca. 500 m nordwestlich von Holungen. Stratigraphisch lässt sich dieser in den Unteren Muschelkalk einordnen. Innerhalb der beiden westlich und östlich aufragenden Grabenschultern erstrecken sich kreidezeitliche Ablagerungen. Entlang des Wanderweges vom Parkplatz stehen die Gesteine des Mittleren Wellenkalks an, deren Schichten mit rund 30° nach Osten einfallen. Die aufgeschlossenen Kalksteine des Unteren Muschelkalks sind mikritisch und dünnplattig ausgebildet. Weitere Wellenkalkaufschlüsse befinden sich am flachen Osthang des „Sonnensteins“, wo aus der Terebratel- und der Oolithzone Werksteine gewonnen wurden. | Sonnenstein           | Lage |
| EIC_1987 |                | Ehemaliger Weksteinbruch im „Ochsental“ südlich von Weißenborn                  | Kalkstein, kristallin                               | Bereich der Terebratelbänke | Der auflässige Tagebau im „Ochsental“, ca. 1,5 km südlich von Weißenborn-Lüderode, schließt die östliche Grabenschulter des hier ca. 1 km breiten Abschnittes des nördlichen „Holunger Grabens“ auf. Charakteristisch sind die in der flach ostexponierten Steinbruchflanke hervortretenden Stirnflächen der 8 m mächtigen Unteren und Oberen Terebratelbank. Diese werden aus kristallinen Kalksteinen aufgebaut, die von senkrecht stehenden tektonischen Klüften durchzogen werden. Im Hangenden des Steinbruches streichen die Schaumkalkzone des Unteren Muschelkalks und der Untere Dolomit des Mittleren Muschelkalks aus. | Sonnenstein           | Lage |
| EIC_1989 |                | Ehemaliger Steinbruch im „Erzloch“ südwestlich von Weißenborn                   | Kalkstein, Kalkmergelstein                          | Unterer Muschelkalk         | Im ehemaligen Werksteinbruch „Erzloch“, der sich ca. 1,5 km südwestlich von Weißenborn-Lüderode befindet, sind die Gesteine des Unteren Muschelkalks aufgeschlossen. Diese fallen nach Osten in Richtung des „Holunger Grabens“ ein. Im Liegenden steht die Obere Wellenkalk-Folge an, im Hangenden sind die Schichten der Schaumkalk-Zone zu finden. Die Gesteine werden von einem „Y-Sprung“ durchzogen, der in rheinischer Richtung (NNE-SSW) ausgerichtet ist und durch Störungsbrekzien und schichtparallele Abschiebungen gekennzeichnet ist. Der Aufschluss beschreibt den kompressiven Störungscharakter im Bereich der westlichen Randstörung des „Holunger Grabens“. | Sonnenstein           | Lage |
| EIC_1982 |                | Ehemaliger Werksteinbruch in Holungen am Friedhof                               | Kalkstein                                           | Unterer Muschelkalk         | Der ehemalige Werksteinbruch in Holungen liegt geotektonisch unmittelbar auf der Ostseite des „Holunger Grabens“. Die östliche bewaldete Grabenschulter dieses Abschnittes der Störungszone wird von mikritischen und sparitischen Kalksteinen der Wellenkalk-Folge (Unterer Muschelkalk) aufgebaut. Die im Steinbruch aufgeschlossene Werksteinbank besteht petrographisch aus Ooidkalk. Darüber befindet sich eine 4 m mächtige Abfolge aus Wellenkalk mit plattig ausgebildetem Gefüge. Ein zweites Restloch liegt nur wenige Meter weiter östlich des Aufschlusses, wo im Wellenkalk eine rund 0,4 m mächtige Intraklastit-Kalksteinbank eingebettet liegt. Die aufgeschlossenen Schichten streichen in rheinischer Richtung (NNE-SSW) und fallen mit ca. 15° nach Westen ein. | Sonnenstein           | Lage |
| EIC_1988 |                | Wegböschung am „Winkelberg“ südwestlich von Weißenborn                          | Mergelkalkstein, merglige Kalksteine                | Oberer Wellenkalk           | Bei der ca. 1,5 km südwestlich von Weißenborn-Lüderode liegenden Wegböschung am „Winkelberg“ handelt es sich um eine ehemalige Entnahmestelle für forstwirtschaftlichen Wegebau. Hier sind Mergelkalksteine und merglige Kalksteine des Oberen Wellenkalks (Unterer Muschelkalk) aufgeschlossen. Die Schichten fallen nach Osten in Richtung des „Holunger Grabens“ ein, der einen Teil der Ohmgebirgs-Störungszone bildet. In der Böschung zeigen sich zwei markante Abschiebungen mit geringen Versätzen. Die südliche Abschiebung streicht herzynisch (NW-SE), die nördliche Verwerfung hingegen rheinisch (NNE-SSW). | Sonnenstein           | Lage |
| EIC_1853 | weitere Bilder | „Schlittstein“ – Felsengruppe aus Zechsteindolomit bei Wiesenfeld               | Dolomit                                             |                             | Die „Schlittstein“-Felsgruppe liegt ca. 1 km nordwestlich von Wiesenfeld und besteht aus Zechsteindolomit. Der Klippenzug setzt sich aus mehreren kleinen und großen Felsen zusammen, die den Verlauf der herzynisch (NW-SE) streichenden Eichenberg-Gotha-Arnstadt-Saalfelder Störungszone wiedergeben. Flankiert wird dieser von den mikritischen Kalksteinen des Unteren und Mittleren Muschelkalks. Das anstehende Gestein besteht aus glatten, dickbankigen Dolomiten, die mit napfförmigen Verwitterungsspuren versehen sind. Eine genauere stratigraphische Zuordnung zum Plattendolomit (Leine-Folge) oder Hauptdolomit (Staßfurt-Folge) konnte nicht vorgenommen werden. | Wiesenfeld            | Lage |

### Sedimentstrukturen
| ID       | Bild           | Bezeichnung                                                                     | Art                                                              | Stratigraphie                        | Beschreibung | Gemeinde              | Lage |
| -------- | -------------- | ------------------------------------------------------------------------------- | ---------------------------------------------------------------- | ------------------------------------ | --- | --------------------- | ---- |
| EIC_1986 |                | Sandtagebau Bischofferode am „Großen Heuberg“- nordwestlich Bischofferode       | Sandstein, Tonstein                                              | Mittlerer Buntsandstein              | Die Sandgrube liegt ca. 1,5 km nordwestlich von Bischofferode an der Südflanke des Häuserberges. Aufgeschlossen ist die mürbe Wechselfolge aus Sand- und Tonsteinschichten des Mittleren Buntsandsteins. Diese 42 bis 48 m mächtige Abfolge erstreckt sich vom Hangenden des Volpriehausen-Basissandsteines bis in das Liegende der Gervilleien-Schichten. Petrographisch handelt es sich um arkosische Sandsteine mit tonig-ferritischem Bindemittel. Bei dem Ablagerungsmilieu handelt es sich um Überflutungs- und Stillwasserbereiche außerhalb von Flussrinnen. | Am Ohmberg            | Lage |
| EIC_1894 | weitere Bilder | „Burg Hanstein“ – Aufschlüsse im M. Buntsandstein                               | rötlichbrauner Sandstein                                         | Solling-Basissandstein               | Die „Burg Hanstein“ wurde am südlichen Ortsrand von Bornhagen auf einem natürlichen Felspodest des Mittleren Buntsandsteins errichtet, in dessen Bereich sich zwei Grabenbrüche kreuzen. Stratigraphisch befindet sich der Aufschluss im untersten Teil der Solling-Folge (Niedersächsischer Bausandstein), der hier als ein fein- bis mittelkörniger Sandstein mit großdimensionalen Schrägschichtungselementen ansteht. Weiterhin sind Verwitterungserscheinungen wie die Wabenverwitterung zu sehen, die auf Lösungserscheinungen des Bindemittels und dessen Mineralneubildung zurückzuführen sind. | Bornhagen             | Lage |
| EIC_1947 | weitere Bilder | Kalksteintagebau Geisleden, südlich des Geisleder Waldes                        | mikritischer und sparitischer Kalkstein, merglige Kalksteine     | Unterer Muschelkalk                  | Der südlich des Geisleder Waldes bzw. ca. 1,2 km nördlich von Geisleden gelegene Kalksteintagebau ist seit 1990 zur Förderung von Schotter- und Splittmaterial in Betrieb. Es werden vorrangig die mikritischen und sparitischen Kalksteine des Unteren Muschelkalks mit einer Gesamtnutzmächtigkeit von ca. 40 m abgebaut. Stratigraphisch befindet sich der Steinbruch im Bereich des Mittleren bis Oberen Wellenkalks des Unteren Muschelkalks. Der Tagebau soll nach Osten erweitert und nach seiner Schließung bis zu einer Tiefe von 15 m im Bereich der Endböschung offengelassen werden. | Geisleden             | Lage |
| EIC_1934 | weitere Bilder | „Altstäder Kirchplatz“ in Heiligenstadt, als Fundament für eine Natursteinmauer | Sandstein                                                        | Solling-Formation                    | Die Altstadt von Heilbad Heiligenstadt wurde fast ausschließlich auf den Gesteinen der Solling-Folge des Mittleren Buntsandsteins erbaut, wohingegen die äußeren Bereiche der Stadt auf holozänen Schottern errichtet wurden. Im Bereich des Kirchplatzes fand bereits im Mittelalter der Abbau des Niedersächsischer Bausandsteins statt, der für den Bau vieler Gebäude verwendet wurde. Die bankgeklüfteten Schichten des rotbraunen, fein- bis mittelkörnigen Sandsteins zeigen die für die Solling-Folge typische Diagonal- und Kreuzschichtung. Des Weiteren sind Verwitterungsspuren und Ausblühungen von Alaun, ein Kaliumaluminiumsulfat, zu erkennen. | Heilbad Heiligenstadt | Lage |
| EIC_1899 | weitere Bilder | Ehemaliger Werksteinbruch Arenshausen an der B 80/ „Siechenberg“                | Sandstein                                                        | Solling-Basissandstein               | Der ehemalige Werksteinbruch liegt an der B 80 am östlichen Ortseingang von Arenshausen und gehört zu einer Gruppe von aufgelassenen Steinbrüchen, die sich von der Südflanke des „Siechenberges“ bis zur Einmündung des „Rustebaches“ erstrecken. Der hier seit dem 19. Jahrhundert abgebaute dickbankige Sandstein wird der Solling-Folge des Mittleren Buntsandsteins zugeordnet. Innerhalb der senkrecht stehenden Endböschung des Steinbruches stehen rote bis rotbraune, massige, fein- bis mittelkörnige Sandsteine an, die beinah unverwittert sind. Des Weiteren sind tektonische Klüfte zu erkennen, die fast senkrecht auf der Bankklüftung stehen. | Kirchgandern          | Lage |
| EIC_1951 |                | „Die Hölle“ westlich von Kallmerode-Aufschluss im Unteren Muschelkalk           | bankig bis dickplattiger Kalkstein, Kalksteine (dedolomitisiert) | Bereich der Oolithbänke              | Der Aufschluss befindet sich am Fahrweg von Kalmerode zur Burg „Scharfenstein“ im Landschaftsteil „Die Hölle“ und ist Teil eines Restloches. Er befindet sich am südlichen Ende des Leinefelder-Worbiser-Grabens, der Teil der Ohmgebirgs-Störungszone ist. Stratigraphisch wird der Aufschluss in die Oolithzone des Unteren Muschelkalks eingeordnet. Die anstehenden Schichten sind bankig bis dickplattig ausgebildet und bestehen aus sparitischen Kalksteinen. Sie fallen mit ca. 5–10° nach Westen ein und enthalten zahlreiche synsedimentäre Deformationen (z. B. Rutschungsfalten). Im oberen Bereich ist eine mehrere dm mächtige Gelbbank aufgeschlossen, die dedolomitisierte Kalksteine, d. h. sekundäre Kalkbildungen zeigt. | Leinefelde-Worbis     | Lage |
| EIC_1978 | weitere Bilder | „Wüstung Wildungen“ südlich von Brehme und Bausteine der Ruine „Wildungen“      | Sandstein                                                        | Solling-Formation                    | Die „Wüstung Wildungen“ befindet sich ca. 600 m südlich von Brehme. Dabei besteht das Fundament des spätmittelalterlichen Kirchturmes, von dem nur noch Reste vorhanden sind, aus den festen Sandsteinen der Solling-Folge (Mittlerer Buntsandstein). In unmittelbarer Nähe der Ruine befinden sich flache Restlöcher ehemaliger Bausteinentnahme, an deren Böschungen die für die Solling-Folge typischen Gefügemerkmale zu erkennen sind. Es sind u. a. die Kreuz- und Diagonalschichtungsgefüge, sowie senkrecht stehende Klüfte zu finden, die als laterale Auswirkungen der Gebirgsspannung gedeutet werden, welche sich bei der Entstehung des „Holunger Grabens“ aufbauten. Das Kirchturmfundament lässt sich in zwei Schichtabschnitte aufteilen. Der untere Teil wird dem Solling-Basissandstein zugeordnet, während es sich beim oberen Abschnitt um den Chirotheriensandstein handelt.             | Leinefelde-Worbis     | Lage |
| EIC_1895 | weitere Bilder | „Teufelskanzel“ auf dem Höheberg SW von Gerbershausen/Rothenbach                | fein- bis mittelkörnig Sandstein                                 | Solling-Basissandstein               | Die ca. 2 km südwestlich von Gerbershausen gelegene „Teufelskanzel“ gehört zu den Felsgruppen, die sich auf dem Kamm des Höheberges erstrecken. Von dem Aussichtspunkt hat man einen eindrucksvollen Fernblick auf das ca. 300 m tiefer gelegene pleistozän-holozäne Werratal mit dem mäandrierenden Flusslauf. An der „Teufelskanzel“ stehen die Gesteine der Unteren Solling-Folge (Mittlerer Buntsandstein) an und weisen dieselben Kreuz- und Schrägschichtungselemente wie die 2 km nordwestlich gelegene „Burg Hanstein“ auf. Infolge von Verwitterung treten die Schichtfugen deutlich hervor und es sind Loch- und Wabenverwitterung zu sehen. Ausscheidungen von Eisen („Rinden“) und gelegentlich Ausblühungen von Gips und Alaun sind zu beobachten. Die leichte Schrägstellung der Schichten mit NE Einfallen ist auf die Nähe des benachbarten Grabenbruchs (Fretteroder Graben) zurückzuführen. | Lindewerra            | Lage |
| EIC_1937 |                | Ehemalige Werksteinbrüche am „Ziegenbühl“ östlich von Rusterfelde               | Sandstein                                                        | Solling-Formation                    | Die ehemaligen Werksteinbrüche am „Ziegenbühl“ östlich von Rustenfelde gehören zu einer Vielzahl inzwischen völlig renaturierter Restlöcher. Diese wurden für die Gewinnung des Niedersächsischen Bausandsteins verwendet. Die früheren Böschungen sind meist stark verbuscht und verwaldet, dennoch sind die petrologischen und lithologischen Merkmale der Folge auszumachen. Entlang der Schichtflächen als auch entlang der Fugen sind Kreuz- und Diagonalschichtung zu erkennen. | Rustenfelde           | Lage |
| EIC_1995 |                | Ehemalige Sandgrube am „Bauerberg“ östlich von Steinrode                        | Sandstein, Tonstein                                              | Volpriehausen-Formation              | Die seit Jahrzehnten auflässige Sandgrube „Bauersberg“ befindet sich ca. 1 km südlich von Steinrode nahe der L 1014. Stratigraphisch ist sie der Volpriehausen-Folge des Mittleren Buntsandsteins zuzuordnen (PATZELT 1994). An der ca. 15 m hohen nordwestexponierten Endböschung stehen rötlich-braune Sandsteinbänke von 0,2 bis 1,4 m Mächtigkeit an. Diese wechsellagern mit geringmächtigen sandigen Ton- und Schluffsteinlagen. Das Korngrößenspektrum der Sandsteine reicht von fein- bis grobkörnig. Die zu beobachtende kleindimensionale Schrägschichtung weist auf geringe Strömungsbedingungen hin, denen Überflutungsbereiche eingeschaltet sind. Der obere Böschungsteil ist dünnschichtig strukturiert und repräsentiert vermutlich den Übergang zur Rotweißen Wechselfolge. | Sonnenstein           | Lage |
| EIC_1964 | weitere Bilder | Sandtagebau Neuendorf am „Knorrenkopf“ südöstlich von Neuendorf                 | Sandstein, Tonstein, Schluffstein                                | Volpriehausen-Sandstein              | Die ca. 1 km nordöstlich von Neuendorf, direkt an der L 2013 liegende Sandgrube am „Knorrenkopf“ schließt den oberen Teil der Volpriehausen-Folge des Mittleren Buntsandsteins auf. Die Schichten wurden unter fluviatilen und limnischen Bedingungen abgelagert, was aus der Wechselfolge aus Sand-, Ton- und Schluffstein hervorgeht (RÖHLING 2008). Innerhalb der Sandsteinschichten sind mehrere Sedimentstrukturen und Lebensspuren wie Trockenrisse, Grabgänge, Tongallen und Schrägschichtungen zu sehen. Derartige Strukturen lassen Rückschlüsse auf ein Wechselklima während des langen Zeitraumes der Sedimentation zu, dass dem heutigen Savannenklima entsprechen dürfte (PATZELT 1994). | Teistungen            | Lage |
| EIC_1966 | weitere Bilder | Tontagebau Teistungen am „Nonnenberg“ südöstlich von Teistungen                 | Sandstein, Tonstein, Siltstein                                   | Bernburg-Formation                   | Die Ziegelei liegt ca. 2 km südöstlich von Teistungen an der Straße nach Hundeshagen. Hier tritt die Abfolge der Bernburg-Folge (Unterer Buntsandstein) zutage. Die Schichten setzen sich aus einer Wechselfolge aus Sand-, Ton- und Siltsteinen zusammen. Aufgrund der auftretenden Sedimentstrukturen wie Strömungsrippeln kann auf eine Ablagerung in flachen Seen geschlossen werden. | Teistungen            | Lage |
| EIC_1933 | weitere Bilder | Werksteinbruch Uder, nördlich des Bahnhofes Uder                                | Sandstein mit Toneinlagerungen                                   | Thüringischer Chirotherien-Sandstein | Der „Werksteinbruch Uder“ liegt ca. 200 m nordöstlich des Bahnhofs Uder und dient ebenso wie der „Steinbruch Birkenfelde“ dem Abbau des Niedersächsischen Bausandsteins für Natursteinzwecke. Stratigraphisch wird der Bereich der Solling-Folge des Mittleren Buntsandsteins zugeordnet. Das Gestein besteht aus fein- bis grobkörnigen Sandsteinen, deren Gefüge durch Kreuz- und Diagonalschichtung geprägt ist. Innerhalb der Feinsandlagen sind Tongallen/-lagen eingeschaltet, was auf eine Sedimentation in flachen und ruhigen Flussabschnitten hindeutet. | Uder                  | Lage |
| EIC_1874 | weitere Bilder | „Burg Gleichenstein“ Aufschlüsse im Unteren Muschelkalk des Bornberges          | Kalkstein, Kalkmergel, mergliger Kalk                            | Unterer Muschelkalk                  | Die Burg „Gleichenstein“ auf dem Schloßberg ca. 1 km nordöstlich von Martinfeld wurde auf einem zum Rosoppetal vorgeschobenen Bergsporn erbaut. Geomorphologisch wird fast die gesamte Hochfläche vom Oberen Wellenkalk des Unteren Muschelkalks eingenommen. Die Basis bilden die Schichten der Terebratelzone. Die stratigraphisch jüngeren Schichten des Unteren Wellenkalkes bauen den nach Süden exponierten Steilhang unterhalb der Burgmauern auf. Der rissige Steilhang unterliegt erosionsbedingt einer intensiven Zerklüftung, wodurch beständig Abtragungsschutt hangabwärts rutscht. Die Schichten des Unteren Wellenkalkes werden durch knorpelig-knaurigen Mergelkalkstein gebildet der z. T. mit „Brotlaib-Strukturen“ durchzogen wird, welche als Kompaktionstrukturen gedeutet werden. | Wachstedt             | Lage |

### Fluviatile und gravitative Abtragungs- und Ablagerungsformen
| ID       | Bild           | Bezeichnung                                                                      | Art                                                                                  | Stratigraphie                        | Beschreibung | Gemeinde              | Lage |
| -------- | -------------- | -------------------------------------------------------------------------------- | ------------------------------------------------------------------------------------ | ------------------------------------ | --- | --------------------- | ---- |
| EIC_1867 |                | „Dieberg“-Abrissspalte im Unteren Muschelkalk                                    | Kalkstein                                                                            | Bereich der Terebratelbänke          | Zwischen dem Dieberg und dem Rachelberg erstreckt sich ca. 300 m südlich von Weidenbach ein westexponierter Steilhang, dessen Hangkante von der 6 m mächtigen Terebratelzone des Unteren Muschelkalks gebildet wird. Aufgrund der Verwitterungsbeständigkeit der beiden kristallinen Kalksteinbänke (= Terebratelbänke) werden die unterlagernden dünnplattigen bis feinschichtigen mergeligen Kalksteinpakete vor der Erosion geschützt. Die Ursachen für die Bildung der Abrisskanten und der daraus resultierenden Hohlräume liegen in der Verwitterung des Muschelkalks, was häufig zu Kluftspalten führt. Kommt es zu schwerkraftgetriebenen Hangrutschungen, kann es zu einer internen Rotation der Blöcke kommen, die Hohlräume hinterlässt. Die Gleitbahnen für die Muschelkalkschollen bilden die tonigen und wasserstauenden Schichten der unterlagernden Röt-Folge (Oberer Buntsandstein). | Asbach-Sickenberg     | Lage |
| EIC_1866 | weitere Bilder | „Nase“-Fernsichtige Felsklippe und Abrissspalten im U. Muschelkalk NE von Asbach | Kalkstein                                                                            | Bereich der Terebratelbänke          | Die „Nase“, eine fernsichtige Felsklippe, befindet sich ca. 600 m nordöstlich von Asbach und gilt als schönster Aussichtspunkt in Nordwestthüringen. Stratigraphisch befindet sie sich im Unteren Wellenkalk des Unteren Muschelkalks. Auf der Plattform der „Nase“ stehen die Schichten der Oberen Terebratelbank an. Tiefreichende Abrissspalten kennzeichnen die durch Verwitterung zerklüfteten Kalksteine des Steilhangs, weshalb eine ständige Abrissgefahr besteht. Die Lokalität stellt den Fundort der immergrünen „Echten Bärentraube“ (Arctostaphylos uva-ursi) dar. | Asbach-Sickenberg     | Lage |
| EIC_1858 |                | Ehemaliger Werksteinbruch ENE von Asbach/ „Ruine Altenstein“                     | rötlichgelber bis rötlichbrauner feinkörniger Sandstein                              | Thüringischer Chirotherien-Sandstein | Der sich nahe der „Ruine Altenstein“ rund 2,4 km NE von Asbach befindliche, ehemalige Werksteinbruch repräsentiert den in Thüringen abgelagerten Chirotheriensandstein der Solling-Folge. Die Endböschung des Steinbruchs befindet sich etwa auf demselben stratigraphischen Niveau, wie der rund 2 km südwestlich gelegene Steinbruch bei Wiesenfeld. Die anstehenden Gesteine setzten sich aus feinkörnigen, dickbankigen Sandsteinen zusammen die von einer rötlichgelben bis rötlichbraune Farbe geprägt sind. Weitere Merkmale sind braunfleckige Tüpfelungen im Gestein. Umgeben wird der Steinbruch von tonigen Auslaugungsresten (mürbe Tonsteine) des Röts (Oberer Buntsandstein). Nach SEIDEL (2003) handelt es sich bei diesem Aufschluss um eine Sonderentwicklung für Thüringen innerhalb der Solling-Folge. Das Gestein zeigt mit seinen bis 40 m mächtigen Schichten Übergänge zur sog. niedersächsischen Fazies (dort dominieren rote Färbungen). Die nahegelegene „Ruine Altenstein“ wurde zu großen Teilen aus diesem Sandstein erbaut. | Asbach-Sickenberg     | Lage |
| EIC_1997 |                | „Hübental“ südwestlich von Küllstedt                                             | mikritischer Kalkstein                                                               | Unterer Muschelkalk                  | Das ca. 1,5 km südwestlich von Küllstedt gelegene „Hübental“ ist ein sog. Kerbsohlental, dass sich in die Schichten des Unteren Muschelkalks eingeschnitten hat. Stratigraphisch wird der Aufschluss den Schichten des Oberen Wellenkalks, im Bereich zwischen Schaumkalk und Terebratelzone zugeordnet. Neben Lagerklüftungen im Wellenkalk zeigen sich im Bachbett auch tektonische Klüfte, die den Schichtverband senkrecht bzw. steil schneiden. Die durch Hochwasserereignisse mitgeführten Kalkgerölle verursachen stellenweise die Ansätze von Strudellöchern im Bachbett oder seitlich davon, die in Form von flachen wannen- oder topfförmigen Hohlformen ausgebildet sind. | Effelder              | Lage |
| EIC_1881 |                | „Gertentalsloch“- Höhlenbildung und Terebratelbankaufschluss am Klusberg         | Kalkstein, kalkiger Mergel, Kalkmergel                                               | Unterer Muschelkalk                  | Am Südosthang des Klusberges befindet sich ca. 1 km östlich von Großbartloff das „Gertentalsloch“ an der L 2032. Ebenso wie beim „Sauloch“ handelt es sich hierbei um eine der zahlreichen offenen Abrissspalten an den steilen Bergflanken der Südeichsfelder Kalktafeln. Es befindet sich unterhalb der Terebratelzone in den Schichten des Unteren Wellenkalks (Unterer Muschelkalk). Wenige Meter oberhalb des „Gerstentalsloch“ ist ein weiterer Aufschluss zu finden, der sich über eine Länge von > 100 m erstreckt und von den Schichten der Terebratelzone aufgebaut wird. Diese besteht aus kristallinen Kalkbänken, die petrographisch als Sparit einzuordnen sind. Die Schichten zeigen einen typischen Hartgrund mit Lebensresten und -spuren. | Großbartloff          | Lage |
| EIC_1883 |                | „Klusberg“-Rutschung/Zerspalten                                                  | Kalkstein, mergliger Kalkstein                                                       | Unterer Muschelkalk                  | An der südlichen Hangkante des Klusberges, der ca. 1 km östlich von Großbartloff entfernt liegt, zeigen sich umfangreiche Rutschgassen bzw. Zerrspalten und Rutschungsblöcke im Talbereich. Die atektonischen Gesteinslagerungen entstanden vermutlich im frühen Holozän und wurden durch die exogenen Prozesse der Verwitterung und Abtragung gesteuert, die zum Abrutschen ganzer Bergbereiche führten. Am Klusberg sind zweierlei Rutschungsarten bzw. Rotationtypen zu finden, die als externe und interne Rotation beschrieben werden. Stratigraphisch befindet sich das Profil auf dem Niveau der Terebratelzone und in höheren Lagen z. T. im Mittleren Wellenkalk (Unterer Muschelkalk). | Großbartloff          | Lage |
| EIC_1876 |                | „Martinsfelder Schimberg“ östl. Martinsfeld – Aufschl. im Steilhang/Oberhang (1) | Kalkstein, mergliger Kalkstein, Kalkmergel                                           | Unterer Muschelkalk                  | Der Aufschluss am Westhang des Martinfelder Schirmberges, der sich ca. 600 m südöstlich von Martinfeld befindet, schließt die Schichten vom Röt (Oberer Buntsandstein) bis zum Unteren Wellenkalk (Unterer Muschelkalk) auf. Es sind Kalkstein-Rutschkörper vorhanden, die vermutlich durch interne Rotation während des Frühholozäns bzw. Spätpleistozäns verstellt wurden. Weiterhin sind Abrisskanten im obersten Teil, Rutschgassen und Kalkschutt am Fuß zu finden. Letzterer bedeckt den Ausstrich des anstehenden Röt. | Großbartloff          | Lage |
| EIC_1879 |                | „Martinsfelder Schimberg“ östl. Martinsfeld – Aufschl. im Steilhang/Oberhang (2) | Kalkstein, kalkiger Mergel, Kalkmergel                                               | Unterer Muschelkalk                  | Der Aufschluss am Nordhang des Martinfelder Schirmberges, der sich ca. 600 m östlich von Martinfeld befindet, schließt die Schichten vom Röt (Oberer Buntsandstein) bis zum Unteren Wellenkalk (Unterer Muschelkalk) auf. Es sind Kaltstein-Rutschkörper vorhanden, die vermutlich durch interne Rotation während des Frühholozäns bzw. Spätpleistozäns verstellt wurden. Weiterhin sind Abrisskanten im obersten Teil, Rutschgassen und Kalkschutt am Fuß zu finden. Letzterer bedeckt den Ausstrich des anstehenden Röt. | Großbartloff          | Lage |
| EIC_1880 |                | „Sauloch“-Höhlenbildung/Abrissspalte am Spitzenberg NW von Großbartloff          | Kalkstein                                                                            | Unterer Muschelkalk                  | Bei dem „Sauloch“, das ca. 800 m nordwestlich von Großbartloff liegt, handelt es sich um eine natürliche Höhlenbildung. Diese tiefe Abrissspalte an der Ostflanke des Schirmberges (hier: Spitzenberg) befindet sich in den Schichten des Mittleren Wellenkalkes (Unterer Muschelkalk). Die Höhle soll nach Schätzungen Tiefen bis zu 50 m erreichen und somit ihr Mundloch auf dem Niveau oberhalb der Oolithzone besitzen. Ursachen für den Abriss liegen in der (Frost-)Verwitterung und der Schwerkraftwirkung, die zur Bildung von Klüften führen kann. | Großbartloff          | Lage |
| EIC_1882 |                | Aufschluss im Unteren Muschelkalk am „Klusberg“ NE von Großbartloff              | Kalkstein, mergliger Kalkstein, Kalkmergel                                           | Unterer Muschelkalk                  | An der Hangkante und im Talbereich des „Klusberg“, der nordöstlich von Großbartloff liegt, zeigen sich eine Vielzahl von Zeugnissen, die auf mehrere Bergrutsche in diesem Gebiet hinweisen. Diese werden durch Rutschungsgassen, Zerrspalten und Rutschngsschollen gekennzeichnet. Die Prozesse der Verwitterung und Abtragung mit anschließendem Abrutschen ganzer Bergteile halten seit dem Holozän bis heute an. Besonders rutschungsanfällig ist die hier zu findende Grenze zwischen Oberem Buntsandstein (Röt) und dem Unteren Muschelkalk. Die zerklüfteten Kalksteine leiten das Niederschlagswasser bis zu den tonigen Rötschichten, die wasserstauend wirken. Somit dient die Röt-Folge als Gleitbahn für abrutschende Muschelkalkschollen. Am „Klusberg“ sind sowohl extern als auch intern rotierte Schollen bzw. Blöcke zu finden. | Großbartloff          | Lage |
| EIC_290  | weitere Bilder | Lutterwasserfall                                                                 | Kalk- oder Wiesenmergel bzw. Kalksand, Travertin                                     | Holozän                              | Das Luttertal um Großbartloff ist mit nacheiszeitlichen Süßwasserkalken ausgefüllt (feste Travertine, z. T. mit inkrustierten Pflanzenresten; lockere, teilweise umgelagert Kalksande). Diese Gesteine entstanden vor etwa 5 000 bis 10 000 Jahren, als während des nacheiszeitlichen Klimaoptimums besonders viel Kalk aus den Oberflächenwässern ausfiel. Deren Kalkgehalt stammt aus den umgebenden Muschelkalkgebieten. Durch die Kalkausfällung entstanden natürliche Staustufen und Wasserfälle. Noch heute ist am östlichen Ortsausgang von Großbartloff eine eindrucksvolle, ca. 6–8 m hohe Travertin-Steilwand vorhanden, über die der Bach in einem Wasserfall herabstürzt. Als benachbartes Geotop liegt wenige Meter NW, der ehemalige Kalksteinbruch Großbartloff, in dem die oben erwähnten Kalksande abgebaut wurden. | Großbartloff          | Lage |
| EIC_1946 | weitere Bilder | „Braunsche Löcher“ SW von Geisleden-Höhlenbildung/Abrisskluft am Mollengrund     | Kalkstein, sparitisch                                                                | Bereich der Oolithbänke              | Die „Braunschen Löcher“ befinden sich an der L1006 zwischen Heilbad Heiligenstadt und Flinsberg im Mollengrund. Es handelt sich um höhlenförmige Zugänge entlang einer Abrisskluft an einer intern rotierten Muschelkalkscholle. Stratigraphisch wird der Standort der Oolithzone des Unteren Muschelkalks zugeordnet. Die Umgebung ist im Bereich der Steilhänge der Geisledener Muschelkalktafel bis hin zum „Pferdebachtal“ von zahlreichen langgestreckten, teilweise parallel verlaufenden Abrissklüften geprägt. Die Ursache für diese Verwitterungform liegt im Einschneiden des „Pferdebachtals“ während des Pleistozäns, wo es bis heute an den Talflanken zum Angriff von exogenen Kräften kommt. Diese führen zu Abrissspalten, Rutschungsgassen und Anhäufungen von Muschelkalkschutt. | Heilbad Heiligenstadt | Lage |
| EIC_1944 |                | „Schachthöhle“ südl. Flinsberg – Höhlenbildung/Abrisskluft am W-Hang Rosoppetals | Kalkstein, sparitisch                                                                | Bereich der Oolithbänke              | Die „Schachthöhle“ liegt ca. 1 km südlich von Flinsberg unmittelbar an der L1007 und gehört zu einem nur teilweise zugänglichen Abrissspalt. Die Öffnung führt hinunter in einen senkrechten Schacht von 20–30 m Tiefe. Stratigraphisch befindet sich dieser Bereich im Unteren Wellenkalk (Unterer Muschelkalk) zwischen der Oolithzone und dem Oberen Buntsandstein (Röt). Die „Schachthöhle“ hat vor allem aus zoologischer Sicht eine Bedeutung, da sie von Fledermäusen als Winterquartier genutzt wird. | Heilbad Heiligenstadt | Lage |
| EIC_1848 | weitere Bilder | ND „Wasserfall der Geislede“ in Heiligenstadt/Heine-Park                         | Sandstein, Tonstein                                                                  | Mittlerer Buntsandstein              | Das Abstürzen der Geislede als Wasserfall – nahe vor deren Einmündung in die Leine – ist durch rückschreitende Erosion des Gewässers innerhalb weicher Gesteinsschichten bedingt. Stratigraphisch treten im unteren Teil ca. 8 m mächtige Schichten der Volpriehausen-Folge zutage, die aus rotbraunen und teilweise graugrünen/grauweißen Sand- u. Tonsteinen bestehen. Oberhalb dieser Schichten bildet der verwitterugsbeständigere Basissandstein der Solling-Folge (ca. 4 m) die Oberkante des Wasserfalls. Bei Heilbad Heiligenstadt lagert die Solling-Folge diskordant auf der Volpriehausen-Folge, da es infolge von Hebungen zur Erosion der Detfurth- und der Hardegsen-Folge kam. Der Wasserfall ist auf den Wegen des Kurparks (nahe der Sperberwiese) leicht zugänglich und kann sowohl von einer oberen Aussichtsplattform als auch von unten besichtigt werden. | Heilbad Heiligenstadt | Lage |
| EIC_1943 | weitere Bilder | NSG „Ibenkuppe“ nördlich von Martinfeld/Ascherode – holozäner Bergsturz          | Kalkstein, mergliger Kalkstein, Tonstein                                             | Unterer Muschelkalk                  | Im NSG „Ibenkuppe“, das nördlich von Martinfelde an der L 1007 liegt, ist ein holozäner Bergsturz mit einer 60 m hohen Abrisswand zu finden. Dieser ereignete sich vor ca. 150 bis 200 Jahren innerhalb der Wellenkalk-Folge des Unteren Muschelkalks. Stratigraphisch reicht der Abriss von der Terebratelzone bis zum Unteren Wellenkalk. Die Ursachen für den Bergsturz liegen in der Verwitterung und dem schwerkraftbedingten Abrutschen von Schollen. An der Grenze zwischen Muschelkalk und Röt (Oberer Buntsandstein) kommt es immer wieder zu Rutschungen. Der zerklüftete Muschelkalk leitet das Niederschlagswasser in den Untergrund weiter, wo es auf die wasserstauenden Tonschichten des Röt trifft. Diese bilden eine Gleitfläche für die sich ablösenden Muschelkalk-Schollen. | Heilbad Heiligenstadt | Lage |
| EIC_1849 |                | Sandtagebau in Kella (Aufschluss in der Sollingen-Folge)                         | fein- bis grobkörniger Sandstein mit Tonlagen (>25 % Anteil); hohen Feldspatgehalten | Thüringischer Chirotherien-Sandstein | Der Sandtagebau liegt am südöstlichen Ortsrand von Kella und schließt die Solling-Folge des Mittleren Buntsandsteins auf. Im Liegenden des festen und verwitterungsbeständigen Thüringischen Chirotheriensandsteins erstrecken sich fein- bis grobkörnige, braune bis braungelbe Sandsteine, die von dünnen Tonlagen durchzogen werden. Wegen der hohen Tongehalte (>25 %) ist das aufgeschlossene Schichtpaket nur sehr gering verfestigt und oberflächennah tiefgründig verwittert (sog. Stichsand). Die helle Färbung der Sandsteine beruht auf dem hohen Gehalt an Feldspat, der sich bei der Verwitterung in das Tonmineral Kaolin umwandelt. Durch den Abbau kommt es immer zu neuen Aufschlüssen, die für Untersuchungs- und Dokumentationszwecke dieser Schichtenfolge herangezogen werden können. | Kella                 | Lage |
| EIC_1893 |                | „Schwedenloch“ westlich von Küllstedt – Höhlenbildung/Abrissspalte               | Kalkstein                                                                            | Muschelkalk                          | Bei dem ca. 1 km westlich von Küllstedt gelegenen „Schwedenloch“ handelt es sich um eine Abrissspalte bzw. Abrisskluft in den Schichten des Unteren Muschelkalks. Die daraus entstandene Höhlenbildung ist nur mit Sicherheitsausrüstung zu betreten und im Höhlenkataster vermerkt. Die Ursache für das Abrutschen liegt in der Verwitterung des Muschelkalks. Durch die Bildung von Klüften kann das Niederschlagswasser bis auf die tonigen und wasserstauenden Schichten des Röt (Oberer Buntsandstein) gelangen. Infolge der Schwerkraftwirkung kommt es zur Rutschbewegung der Muschelkalkschollen, wobei die Röt-Folge als Gleitbahn dient. Die Höhle dient als Unterschlupf für Fledermäuse. | Küllstedt             | Lage |
| EIC_1999 |                | „Bärenhöhle“ südöstlich von Brehme am Schwarzenberg                              | Kalkstein, Kalkmergel                                                                | Unterer Muschelkalk                  | Die „Bärenhöhle“ befindet sich ca. 1 km südlich von Brehme nahe der ostexponierten Oberhangkette des „Schwarzberg“. Hier ist eine sich teilweise höhlenförmig erweiternde holozäne Abrissspalte zu finden. Der Abrissbereich erstreckt sich im Bereich des Mittleren und Oberen Wellenkalkes (Unterer Muschelkalk). Die Spalte selbst reicht vermutlich reliefbedingt bis zur Wellenkalkbasis in 60 bis 70 m Tiefe. Nach DIETZ (1925) verläuft parallel zum Streichen der Hangkette des „Schwarzberg“ in geringer Entfernung nach Osten (100–200 m) eine westliche Randstörung des „Holunger Grabens“. In diesem Bereich wurde die Schaumkalkzone gegen die Terebratelzone verworfen. Diese Störung beeinflusste vermutlich die Entstehung der Abrissspalte der „Bärenhöhle“. Des Weiteren entstand dieser Aufschlussbereich durch die für die Grenze Röt (Oberer Buntsandstein)/Muschelkalk typischen Rutschungsvorgänge | Leinefelde-Worbis     | Lage |
| EIC_1969 | weitere Bilder | „Kanstein“ nordwestlich von Worbis – Rutschung / Abrissklüfte / Bergstürze       | Tonstein, Gips, Kalkstein, Kalkmergel                                                | Trias                                | Bei dem Landschaftsteil „Kanstein“, der sich ca. 1 km nordwestlich von Worbis befindet, handelt es sich um Abrissspalten/Rutschungen im Grenzbereich zwischen Buntsandstein und Muschelkalk. Hier zeigt sich die für die nordwestthüringische Muschelkalkplatte charakteristische Schichtenfolge, die vom Röt-Sockel (Oberer Buntsandstein) mit 10–15° Hangneigung, über den Steilhang des Wellenkalkes (Unterer Muschelkalk) mit 30–40° Neigung bis zum Rand der fast ebenen Hochfläche des Mittleren Muschelkalks reicht. Zu den Rutschungen kommt es, wenn sich Teile des Wellenkalkes ablösen und sich auf den wasserstauenden Tonschichten des Röt hangabwärts bewegen. | Leinefelde-Worbis     | Lage |
| EIC_1957 |                | „Teufelsklippe“ S von Oberorschel-Steilhang/Abrisskluft am Oberhang der „Dün“    | Oolith-Kalkstein, Kalkstein, Kalkmergel                                              | Bereich der Oolithbänke              | Bei der „Teufelsklippe“, die sich ca. 1 km südlich von Oberorschel befindet, handelt es sich um einen kurzen Abschnitt des mehrere Kilometer langen Abriss-Spaltenzuges entlang der Nordflanke des Dün. Stratigraphisch befindet sich die „Teufelsklippe“ im Unteren Wellenkalk (Unterer Muschelkalk). Im Abrissbereich treten mehrere Rutschungsformen auf, die durch interne (Hohlraumbildung) bzw. externe (Rutschgassen, Rutschungsschollen) Rotation der Blöcke erzeugt werden. Die Ursachen liegen in der Verwitterung des Muschelkalkes, die zur Bildung von senkrecht stehenden Klüften führt. Diese begünstigen die schwerkraftgetriebenen Abrissprozesse. | Niederorschel         | Lage |
| EIC_1955 |                | Tontagebau des Zementwerkes Deuna, östlich von Deuna am Unterhang des „Dün“      | Ton, Schluff, Dolomit, Gips                                                          | Oberer Buntsandstein                 | Der östlich von Deuna gelegene Tontagebau des Eichsfelder Zementwerkes schließt stratigraphisch den mittleren Abschnitt des Oberen Buntsandsteins (Röt) auf. Laut PATZELT (1994) erfasste der Abbau von 1990 die in Thüringen anstehende Röt-Gliederung: Untere Bunte Schichten, Rote Schichten, Obere Bunte Schichten. Bei der Einrichtung des Tagebaus kam es infolge holozäner bis rezenter Fließ- und Kriechbewegungen der überwiegend tonigen Gesteine zu sattelförmig angeordneten Rutschungskörpern. In den Unteren Bunten Schichten sind eine Dolomitbank und Gips-Residualgestein in gestörter Lagerung zu sehen. | Niederorschel         | Lage |
| EIC_1873 |                | Sandtagebau nördlich von Rüstungen                                               | mittelkörniger Sandstein mit gelbgrauer Färbung                                      | Thüringischer Chirotherien-Sandstein | Die ehemalige Sandgrube befindet sich rund 1,5 km nördlich der Ortslage Rüstungen an der L1003. Stratigraphisch wird die nördliche Endböschung dem Thüringischen Chirotheriensandstein zugeordnet, der den Abschluss des Mittleren Buntsandstein bildet. Die in der 2–3 m hohen Aufschlusswand anstehenden Gesteine werden durch einen mittelkörnigen, gelbgrauen Sandstein mit deutlich ausgebildetem Kreuz- und Schrägschichtungsgefüge aufgebaut. Gegenstand der ehemaligen Sandgewinnung waren jedoch die stratigraphisch jüngeren Sandstein-Tonstein-Wechselfolgen, die sich unterhalb der Böschung befinden. | Schimberg             | Lage |
| EIC_1875 |                | Thomasbrücke – Steilhang im Unt. Muschelkalk mit Abrissspalten u. Bergrutschen   | Kalkstein, Kalkmergel, mergliger Kalkstein                                           | Unterer Muschelkalk                  | Bei der ca. 1,5 km östlich von Martinfeld gelegenen „Thomasbrücke“ handelt es sich um einen Steilhang im Unteren Muschelkalk, der Abrissspalten und Bergrutsche aufweist. Infolge der Tiefenerosion durch den Bach Rosoppe wurden Gesteinsschichten bis zu 100 m Höhe freigelegt. Diese reichen von der Röt-Muschelkalkgrenze im Liegenden bis zur Terebratelzone (Unterer Muschelkalk) im Hangenden. Die Steilwand erstreckt sich über eine Länge von ca. 1 km und einer Höhe bis zu 40 m. Der natürliche Aufschluss in den mergligen und Mergelkalksteinen zeigt eindrucksvoll die langzeitig ablaufenden Prozesse von Erosion und Abtragung. Darunter können Karstspalten und -höhlen, abgerutschte Schollen und Blöcke, Bergstürze und Rutschgassen beobachtet werden. | Wachstedt             | Lage |
| EIC_1855 |                | Ehemaliger Werkssteinbruch im Mittleren Buntsandstein bei Wiesenfeld/ „Hessel“   | grauer, massiv, feingeschichteter Sandstein                                          | Thüringischer Chirotherien-Sandstein | Der ca. 2 km westlich von Wiesenfeld gelegene Werksteinbruch wurde bis zum Beginn des 20. Jhd. zum Abbau des hier anstehenden Chirotheriensandsteins genutzt. Das Gestein wird der in Thüringen bis 40 m mächtigen Solling-Folge des Mittleren Buntsandsteins zugeordnet. Im Aufschluss setzt sich das Gestein aus gelblichen, mittelkörnigen und dickbankigen Sandsteinen zusammen. Die Festigkeit und die hohe Verwitterungsbeständigkeit wird durch das silikatische Bindemittel zwischen den Quarzkörnern ermöglicht. Weiterhin sind senkrecht stehende, weitgespannte Lagerklüfte zu finden, die den Abbau von kubischen Blöcken erleichtern. Die Gesteinsbezeichnung geht auf Fährtenfunde innerhalb der Schicht zurück, welche dem Chirotherium barthi zugeordnet werden. | Wiesenfeld            | Lage |

### Lösungsbedingte Abtragungs- und Ablagerungsformen
| ID       | Bild           | Bezeichnung                                                                  | Art | Stratigraphie                                 | Beschreibung | Gemeinde              | Lage |
| -------- | -------------- | ---------------------------------------------------------------------------- | --- | --------------------------------------------- | --- | --------------------- | ---- |
| EIC_1859 |                | Rezenter Süsswasserkalk (Travertin) im Bachbett der „Alten Hainsbach“        | Travertin-Süsswasserkalk (=Quellkalk)                                                                    |                                               | Der Geotop befindet sich ca. 1 km nordöstlich von Asbach innerhalb eines Talkessels, der von mehreren Quellbächen entwässert wird. Die Quellbäche bilden den Oberlauf des „Alten Hainsbach“ und entspringen im Grenzbereich zwischen den tonig-mergeligen Gesteinen des Röt (Oberer Buntsandstein) und den überlagernden Kalk und Kalkmergelsteinen des Unteren Muschelkalks. Durch die Lösung von Kalk aus den Muschelkalkschichten kommt es in den Bereichen der Quellaustritte zur Ausscheidung von Süßwasserkalken (Travertin). Temperaturerhöhung im Quellwasser und Entzug von CO2 führten zur Bildung sinterförmiger Kalkkrusten. Dieser Prozess dauert seit dem Ende der Weichsel-Kaltzeit vor ca. 120000 Jahren bis heute an. | Asbach-Sickenberg     | Lage |
| EIC_1889 | weitere Bilder | „Spaniersee“ südlich von Küllstedt-Edfallsee an der L 1008                   | gipsführende Ton-Mergelsteine                                                                            | Oberer Muschelkalk                            | Bei dem „Spaniersee“, der ca. 2 km südlich von Küllstedt direkt an der L 1008 liegt, handelt es sich um einen wassergefüllten Erdfall im Bereich der Ceratitenschichten des Oberen Muschelkalks. Er entstand durch Auslaugung (Subrosion) der Salinarbestandteile (Gips, Salz) des hier ab ca. 30 m Tiefe liegenden Mittleren Muschelkalks. In die so entstandenen Hohlräume sind die überlagernden Schichten des Oberen Muschelkalks eingebrochen. Durch Einspülung bindigen Oberflächenmaterials (Ton, Schluff) und der damit verbundenen Abdichtung konnte sich die ca. 140 × 70 m große Senke mit Niederschlagswässern füllen. | Büttstedt             | Lage |
| EIC_1952 |                | „Borkel“ südwestlich von Kefferhausen – zwei Dolinen im Oberen Muschelkalk   | Ton- und Kalksteine                                                                                      | Ceratitenschichten                            | Bei dem Geotop „Borkel“, der sich ca. 500 m südwestlich von Kefferhausen befindet, handelt es sich um zwei Erdfallseen. Sie entstanden durch Auslaugung (Subrosion) von Salinarbestandteilen (Salz, Gips/Anhydrit) in den Gesteinen des Mittleren Muschelkalks in Tiefen ab ca. 30 m u. Gel. In die dadurch entstandenen Hohlräume kam es zum Einsturz der darüber liegenden Schichten des anstehenden Oberen Muschelkalks. Die ovalen Einsenkungen sind fast ganzjährig mit Niederschlagswasser gefüllt. | Dingelstädt           | Lage |
| UH_868   | weitere Bilder | Hünenlöcher                                                                  | Kalkstein, Kalkmergelstein, Dolomitstein                                                                 | Trias                                         | Die Hünenlöcher sind zwei nebeneinander liegende Erdfälle in einem Waldgebiet bei Bickenriede, ca. 900 m östlich des Bahnhofs Küllstedt. Die an einem Wanderweg gelegenen Erdfälle sind durch die Auslaugung (Subrosion) von Salinarbestandteilen (Salz, Gips) im Mittleren Muschelkalk entstanden, der hier ab etwa 30–40 m u. Gel. ansteht In die dadurch gebildeten Hohlräume brachen die überlagernden Ceratitenschichten des Oberen Muschelkalksin und bildeten an der Oberfläche die sichtbaren Erdfalltrichter. Beide Erdfälle weisen eine abgerundete Form auf, die durch den Abbruch und die Verwitterung der ehemals steilen Ränder einstanden ist. | Dingelstädt           | Lage |
| EIC_1884 | weitere Bilder | Ehemalige Kalksandgrube in Großbartloff                                      | Kalk- oder Wiesenmergel bzw. Kalksand, Travertin                                                         | Holozän                                       | Am östlichen Ortsrand von Großbartloff befindet sich eine ehemalige Kalksandgrube, in der seit dem 19. Jhd. bis 1990 Zugschlagstoffe für Betonsteine abgebaut wurden. Sie besteht aus einer Wechsellagerung von spätpleistozänen bzw. holozänen Süßwasserkalksanden und Travertinen. Wegen ihrer Reinheit wurden die Gebiete östlich des Fahrweges als Chemiekalklagerstätten ausgewiesen. Als weiteres Geotop in der unmittelbaren Nähe befindet sich der „Wasserfall der Lutter“ | Großbartloff          | Lage |
| EIC_917  | weitere Bilder | Ehemaliges Naturdenkmal „Naturbrücke“ nordöstlich von Haynrode               | Gips, teilweise Ausbildung von Fasergips und Marienglas, stark angelaugt, mm-starke tonige Zwischenlagen | Trias                                         | Die „Naturbrücke“ befindet sich ca. 1,5 km nordöstlich von Haynrode, unmittelbar südlich der Straße nach Wallrode gegenüber der alten Mühle. Sie ist ein Teil eines ehemaligen Bachlaufes in der Rötniederung Haynrode, in der Gipsvorkommen verbreitet sind. Der seit langer Zeit trocken gefallene Bach entsprang am nordöstlichen Rand der Gemeinde Haynrode und durchfloss eine Gipslinse in einem Schluchtgraben in nordnordöstlicher Richtung. An einer ca. 4 m hohen Erdfallwand versank der Bach und trat nach ca. 250 m an einer 6 m hohen Gipswand wieder zutage. Von dort verlief er durch den Mittleren Buntsandstein oberirdisch in das Wiesengelände „Großer Teich“. Unmittelbar südlich der Straße nach Wallrode querte der Bach wiederum unterirdisch eine Gipslinse im Röt. An dieser Querung ist aufgrund der geringen flächenmäßigen Ausdehnung und der Lage der Gipslinse die „Naturbrücke“ entstanden.                                                   | Haynrode              | Lage |
| EIC_1975 |                | Geschützter Landschaftsbestandteil „Schollenteich“ nördlich von Haynrode     | Ton | Pelitröt-Folge                                | Beim Geotop „Schollenteich“, der sich ca. 1 km nördlich von Haynrode befindet, handelt es sich um einen Erdfall. Diese Karsterscheinungen sind im Ausstrich des Oberen Buntsandsteins unterhalb der Ostflanke des Ohmgebirges weit verbreitet. Durch die Auslaugung der gipsführenden Schichten des Buntsandsteins kommt es zum Einbrechen der überlagernden Schichten und so zur Erdfallbildung. Der „Schollenteich“ wird von Niederschlagswässern gespeist und befindet sich in einem fast renaturierten Zustand. Südlich des Teiches gibt es einen sich in der Entstehung befindlichen Erdfall, der eine mehrere Meter große ovale Einmuldung aufweist. Bei ungestörten Verhältnissen könnte sich der „Schollenteich“ zu einem Hochmoor entwickeln. | Haynrode              | Lage |
| EIC_1920 |                | „Martinsbrunnen“ in Heiligenstadt – Solebohrung im Heine-Park                | Sandstein, Tonstein, Dolomit, Salz, Gips/Anhydrit usw.                                                   |                                               | Die Solebohrung des „Martinsbrunnen“ in Heilbad Heiligenstadt wurde 1995 von der Kurgesellschaft des Heilbades in Auftrag gegeben. Es handelt sich dabei nicht um ein Geotop im engeren Sinne, wurde aber wegen seiner öffentlichen Bedeutung mit aufgenommen. Die Bohrung besitzt eine Teufe von 533,8 m und reicht von den Schichten des Mittleren Buntsandsteins bis zum Oberen Werra-Anhydrit des Zechsteins. Damit konnte abermals das Fehlen der Detfurth- und der Hardegsen-Folge in diesem Gebiet nachgewiesen werden. Die geförderte Sole stammt laut SEIDEL (1970) vermutlich vom „Osteichsfelder Salzhang“ im Bereich der Leine. Ein weiterer Teil wird nach Meinung von RÖHLING & NOLTE (2002, 2004) aus den Auslaugungsvorgängen unterhalb des „Dünberges“ gewonnen. | Heilbad Heiligenstadt | Lage |
| EIC_1972 | weitere Bilder | Erdfallsee „Ochsensumpf“ nördlich von Kirchohmfeld – Wassererfüllter Erdfall | Kalkstein, kalkige Mergel                                                                                | Untere Ceratitenschichten, biostratigraphisch | Die landwirtschaftlich genutzte Hochfläche des Ohmgebirges beidseits der L 1012 (Worbis-Zwinge) wird von den Schichtenfolgen des Oberen Muschelkalks eingenommen. Bei dem „Ochsensumpf“, der sich ca. 1 km nördlich von Kirchohmfeld befindet, handelt es sich um einen wassergefüllten Erdfall. Dieser entstand durch die Auslaugung (Subrosion) der Salinarbestandteile (Gips/Anhydrit, Steinsalz) des hier ab ca. 40 m u. Gel. anstehenden Mittleren Muschelkalks In die dadurch entstandenen Hohlräume sind die überlagernden Ceratitenschichten (Oberer Muschelkalk) eingebrochen. Durch Einspülung tonreicher Materialien erfolgte eine „Abdichtung“ des Erdfalls. Somit konnte das Niederschlagswasser nicht mehr versickern. Im Bereich des Sees entstand dadurch ein Lebensraum für Tiere innerhalb eines fast gewässerfreien Landschaftsteils. Weitere kleinere, meist trockene Senkungswannen sind auf den benachbarten Tops des Born- und Ochsenberges zu finden. | Leinefelde-Worbis     | Lage |
| EIC_1990 |                | „An der Kirche Weißenborn“ – Aufschluss in Süßwasserkalkablagerungen         | Travertin                                                                                                | Eem-Warmzeit                                  | Im Ort Weißenborn-Lüderode ist an mehreren Stellen Quelltravertin aufgeschlossen. Dieser ist zum einen im Bereich der Kirche als deren Fundament, zum anderen am benachbarten Straßenrand bzw. entlang des Fahrwegs zum Ellerbach zu finden. Der 5–10 m mächtige Travertin zeigt eine unterschiedliche oberflächliche Verwitterungskonsistenz. Er ist zum Teil ungeschichtet, felsartig oder bankig, mürbe ausgebildet und liegt diskordant auf den tonigen Schuttschichten des Oberen Buntsandsteins auf. Die Bildung des Travertins erfolgte wahrscheinlich in der Eem-Warmzeit und endete im Spätpleistozän. Er entstand durch Ausfällung der im Quellwasser des „Weißenborns“ gelösten Kalkes. Das Einzugsgebiet der Quelle befindet sich im Bereich der im „Holunger Graben“ abgesenkten Gesteine vor allem des Unteren und Mittleren Muschelkalks. | Sonnenstein           | Lage |
| EIC_1993 |                | Erdfälle im Waldgebiet südlich Weilrode – Atektonische Lagerungsstörungen    | Salz | Bernburg-Formation                            | Die Erdfälle im Waldgebiet südwestlich von Weilrode befinden sich im Verbreitungsgebiet des Unteren Buntsandsteins. Durch die Auslaugung der unterlagernden salinaren Schichten des Zechsteins (Sals, Gips) kam es zum Einbrechen der überlagernden Gesteine des Unteren Buntsandsteins und so zur Bildung mehrerer Erdfälle. Die salinare Subrosion äußert sich in atektonischen Lagerungsstörungen innerhalb der Ton-Sandstein-Wechselfolge der Calvörde- und Bernburg-Folge. Die Erdfälle im Waldgebiet von Weilrode sind teilweise mit Wasser gefüllt. | Sonnenstein           | Lage |
| EIC_1886 |                | Doline im Giesgraben östlich von Wachstedt                                   | | Trias                                         | Bei der ca. 600 m südöstlich von Wachstedt gelegenen Doline handelt es sich um eine Einsenkung in den Ceratitenschichten des Oberen Muschelkalks. Sie entstand infolge der Auslaugung der Salinarbestandteile (Gips/Anhydrit, Steinsalz) des hier ab ca. 20–25 m u. Gel. lagernden Mittleren Muschelkalks. In die dadurch entstandenen Auslaugungshohlräume brachen die darüber liegenden Schichten ein und bildeten an der Erdoberfläche diese Senke. Eine herzynisch (NW-SE) verlaufende Störung, die auf der „Finkenwarte“ nördlich der o. g. Erdfälle kartiert wurde – hier ist jeweils der Untere keuper gegen den Oberen Muschelkalk verworfen – hängt mit dem Verlauf des Giesgrabens und der oberflächennahen Auslaugung genetisch eng zusammen. | Wachstedt             | Lage |
| EIC_1526 | weitere Bilder | Wachstedter See – „Oberer See“- östlich von Wachstedt                        | | Trias                                         | Bei dem ca. 300 m östlich von Wachstedt gelegenen „Wachstedter See“ handelt es sich um eine Einsenkung in den Ceratitenschichten des Oberen Muschelkalks. Sie entstand infolge der Auslaugung der Salinarbestandteile (Gips/Anhydrit, Steinsalz) des hier ab ca. 20–25 m u. Gel. lagernden Mittleren Muschelkalks. In die dadurch entstandenen Auslaugungshohlräume brachen die darüber liegenden Schichten ein und bildeten an der Erdoberfläche diese Senke. Durch die mit der Einspülung von bindigem Material (Ton, Schluff) verbundene Abdichtung konnte das durch Niederschläge gebildete Oberflächenwasser die Senke füllen. Eine herzynisch (NW-SE) verlaufende Störung, die auf der „Finkenwarte“ ca. 300 m nördlich kartiert wurde – hier ist Unterer Keuper gegen Oberen Muschelkalk verworfen – hängt mit dem Verlauf des Giesgrabens und der oberflächennahen Auslaugung genetisch eng zusammen.                                                                 | Wachstedt             | Lage |
| EIC_1977 |                | „Hölle“ und „Entenloch“ südwestlich von Brehme                               | Gips | Oberer Buntsandstein                          | Das „Entenloch“ ist ein periodisch wassergefüllter Erdfall, der sich ca. 1,5 km südwestlich von Brehme befindet. In diesem Gebiet streicht der Röt (Oberer Buntsandstein) am nordwestlichen Muschelkalksteinhang des Ohmgebirges aus. Durch die Auslaugung (Subrosion) der Salinarbestandteile des Röts (Gips/Anhydrit, Salz) kam es zum Einbrechen der überlagernden Schichten. Ein weiterer Erdfall in unmittelbarer Nähe veranschaulicht durch frische Nachbrüche, dass die Subrosion in diesem Gebiet weiterhin aktiv ist. Des Weiteren versinkt hier ein kleines Fließgewässer kurz hinter seinem Quellanfang auf dem Grund des Erdfallrichters. | Wehnde                | Lage |
| EIC_1860 |                | „Hundeloch“ – Höhlenbildung/Abrisskante im Unteren Muschelkalkam Ölberg      | Karbonatgestein                                                                                          | Unterer Muschelkalk                           | Das „Hundeloch“, eine über 100 m lange holozäne Abrissklufthöhle, befindet sich ca. 1 km nordwestlich von Volkerode am nordostexponierten Hang des Ölberges. Abrissklufthöhlen entstehen regelmäßig am Rande großer abgleitender und intern rotierter Kalksteinblöcke bzw. -schollen. Aufgrund der Schwerkraft und der als Gleitbahn dienenden unterlagernden Tonsteine der Röt-Folge (Oberer Buntsandstein) kommt es zum Abrutschen von Muschelkalkschollen. Diese Art der Hohlraumbildung stellt einen geologischen bzw. geomechanischen Prozess dar, der nahe des Randes von Hochflächen der Wellenkalk-Folge entsteht. Nach SANDER (mdl. Mitteilung 2009) sind derzeit 25 natürliche Höhlen im Landkreis Eichsfeld im sog. Höhlenkataster verzeichnet. | Wiesenfeld            | Lage |
| EIC_1856 |                | Erdfälle im Oberen Buntsandstein westl. Wiesenfeld/ „Hessel“                 | Salinar-Röt (Gips)                                                                                       | Röt-Salinar                                   | Ca. 2,5 km westlich von Wiesenfeld sind die Erdfälle „Hessel“ im Verbreitungsgebiet des Oberen Buntsandsteins zu finden. Die Erdfälle entstehen durch Subrosion (Auslaugung) der Salinarbestandteile (Gips, Steinsalz) des Oberen Buntsandsteins (Röt). Durch das Absinken und Einbrechen der überlagernden Schichten bilden sich an der Oberfläche nahezu kreisrunde Trichter. | Wiesenfeld            | Lage |
| EIC_1857 |                | Erdfälle im Oberen Buntsandstein westl. Wiesenfeld/„Hessel“ (2)              | Salinar-Röt (Gips)                                                                                       | Röt-Salinar                                   | Die Sulfatgesteine im geschichteten Gesteinskörper unterliegen der langfristigen Auflösung durch das Grundwasser, wodurch ein Massendefizit im Schichtenstapel entsteht. Diese im Untergrund ablaufende salinare Subrosion äußert sich zunächst an der Oberfläche durch Absenkungen und späteres plötzliches Einbrechen von nahezu kreisrunden Trichter (Erdfällen). Die im Unteren Muschelkalk auftretenden Erfälle sind im Gegensatz zu denen im Oberen Muschelkalk nur durch geringe Durchmesser und Tiefen gekennzeichnet. In der Anlage (pfd-Geotopaufnahme) sind die Gefährdundsflächen im Röt westlich von Wiesenfeld (rot-schraffiert) eingezeichnet! | Wiesenfeld            | Lage |

### Verwitterungsformen
| ID       | Bild           | Bezeichnung                                                                      | Art | Stratigraphie           | Beschreibung | Gemeinde              | Lage |
| -------- | -------------- | -------------------------------------------------------------------------------- | --- | ----------------------- | --- | --------------------- | ---- |
| EIC_918  |                | Naturdenkmal „Schneiderstein“ SE von Arenshausen/Eckstieg im Steintal            | Sandstein, grobkörnig, rotbraun und lilagrau, dickbankig bis massig, gleichsinnige Schichtung, Riffelbildung                                                                                      | Trias                   | Der „Schneiderstein“ ist ein durch Erosion entstandener Felsturm mit einem Umfang von ca. 15 m und einer Höhe von ca. 5 m. Er ist stratigraphisch der Solling-Folge (Mittlerer Buntsandstein) zuzuordnen. Diese Abfolge ist im Raum Heiligenstadt bis zu 40 m mächtig und besteht in diesem Bereich hauptsächlich aus rot, rotbraun bis lilagrau gefärbten Sandsteinen. Der Sandstein des „Schneidersteins“ ist homogen und massig ausgebildet und besitzt eine gleichförmige Schüttrichtung. Weiterhin sind Rippeln zu erkennen, die auf einen fluviatilen Ablagerungsort schließen lassen. Vereinzelt sind Manganknollen und Tongallen eingeschlossen bzw. herausgewittert. | Arenshausen           | Lage |
| EIC_1961 | weitere Bilder | „Kuckuckstein“ Freienhagen                                                       | Sandstein | Solling-Formation       | Bei dem „Kuckuckstein“ handelt es sich um einen freistehenden Sandsteinfelsen, der sich ca. 0,5 km westlich von Freienhagen im Wald am Südrand des „Pfingstberges“ befindet. Er gehört stratigraphisch zur Solling-Folge (Mittlerer Buntsandstein), die als dickbankige Feinsandschicht bei Freienhagen-Rohrberg-Mengelrode weiträumig zutage tritt und ein flachwelliges Landschaftsrelief formt. Die Landschaft ist von einzelnen Felsgebilden geprägt, die im Gegensatz zu ihrer Umgebung während des Quartärs nicht erodiert wurden. Der Felsen ist durch die umfangreiche Wabenverwitterung mit vielen kleinen Löchern durchzogen und der allmählichen Auflösung entlang der Schichtfugen ausgesetzt. | Freienhagen           | Lage |
| EIC_921  | weitere Bilder | NSG „Hasenwinkel“ SW von Fretterode-Felsgruppe aus Zechsteindolomit              | kavernöse, bituminöse und kristalline Dolomite | Zechstein               | Mit „Hasenwinkel“ wird ein ca. 5,5 ha großes Zechsteingebiet bezeichnet, dass ca. 500 m südwestlich von Fretterode liegt. Hier verläuft die Eichenberg-Gotha-Saalfelder Störungszone, die im Zuge der saxonischen Bruchtektonik zwischen Jura und Tertiär entstand. Der „Hasenwinkel“ wird durch die Schichten des Unteren Leinetons und des Leine-Karbonats der Leine-Folge (Zechstein) aufgebaut. Die Zechsteinscholle wurde durch tektonische Vorgänge an die Oberfläche gepresst und steilgestellt. Durch seine Erosionsresistenz bildet besonders das Leine-Karbonat („Plattendolomit“) eine auffällige Geländerippe. | Fretterode            | Lage |
| EIC_1935 | weitere Bilder | „Alte Burg“ westlich von Heiligenstadt, Felsengruppe am südlichen Leine-Talhang  | Sandstein | Solling-Formation       | Die Felsgruppe im Landschaftsteil „Alte Burg“ liegt am südlichen Talhang der Leine am westlichen Ortsrand von Heilbad Heiligenstadt. Sie wird stratigraphisch der Solling-Folge des Mittleren Buntsandsteins zugeordnet. Es handelt sich um das gleiche Schichtglied wie am „Schneiderstein“ in der Nähe von Arenshausen. Innerhalb der Felsen ist eine schmale Spalte zu finden, die im Volksmund „Zwergenhöhle“ genannt wird. Diese entstand durch die Verbreiterung einer tektonisch gebildeten Kluft. | Heilbad Heiligenstadt | Lage |
| EIC_916  | weitere Bilder | „Käsestein“ südöstlich von Rohrberg/Abendtalsmühle – Felsbildung                 | grobkörniger Sandstein, Löcherhorizont, rotbraun-lilagrau, dickbankig bis massig, durch Manganverwitterung löchriges Aussehen, wechselnde Schrägschichtung in dm- bis kleiner/gleich 1 m Bereich. | Solling-Formation       | Der „Käsestein“ ist ein durch Erosion entstandener Sandsteinfelsen, der ca. 1 km südöstlich von Rohrberg im Abendtal unmittelbar nördlich der Abendtalsmühle liegt. Stratigraphisch entspricht er der Solling-Folge des Mittleren Buntsandsteins bzw. der Fazies des südniedersächsischen Bausandsteines. Die am „Käsestein“ zu beobachtende Schrägschichtung mit stark wechselnder Schüttrichtung und Kornverteilung deutet laut Langbein auf eine Strand- und Flachseebildung mit häufigem Trockenfallen hin. Der Sandstein des „Käsesteins“ besitzt eine rotbraune bis lilagraue Farbe und ist fein- bis mittelkörnig und dickbankig ausgebildet. Die Mächtigkeit der Schrägschichtungsfolgen liegt im dm- bis m-Bereich. Durch intensive Manganausscheidungen erhalten die Sandsteine teilweise ein löchriges und zerfressenes Aussehen. | Rustenfelde           | Lage |
| EIC_915  | weitere Bilder | Affenstein                                                                       | Sandstein (grobkörnig, rotbraun, dickbankig bis massig), der vertikal in dm-Abstand geklüftet ist.                                                                                                | Mittlerer Buntsandstein | Der einzeln im Hang einer östlichen Quellmulde des „Rustebach“ stehende Felsblock „Affenstein“ gehört stratigrafisch zur Solling-Folge des Mittleren Buntsandsteins. Es handelt sich um einen aus seiner Unterlage (= Anstehendes) gelösten, um 90° gedrehten großen Einzelblock. Die senkrechte Schichtung kennzeichnet seine atektonische Lagerungsstörung. Diese Lagerungsstörung ist das Ergebnis der quartären Verwitterung und Abtragung in der o. g. Buntsandsteinplatte. Zum Affenstein direkt ist keine Zuwegung vorhanden. | Schachtebich          | Lage |
| EIC_1959 |                | ND „Affenstein“ nördlich von Schachtebich/Gänseteich – Felsbildung               | Sandstein | Solling-Formation       | Der "Affenstein befindet sich am nördlichen Ortsrand von Schachtebich, Ortsteil Gänseteich am Südhang des Eichengrundes. Dieser ist stratigraphisch der Solling-Folge des Mittleren Buntsandsteins zuzuordnen. Der rote Sandstein des "Affensteins" ist feinkörnig und dickbankig ausgebildet und besitzt ein kieseliges Bindemittel. Auffällig ist die Ausbildung von vertikalen Klüften im dm-Abstand. Die örtliche Bezeichnung "Affenstein" stammt ursprünglich von Uhufelsen (Auf=Uhu). | Schachtebich          | Lage |
| EIC_1941 |                | „Lengenberg“ nordwestlich von Lutter – Felsbildung/Steilhänge im Wellenkalk      | Kalkstein, merglige Kalke | Unterer Muschelkalk     | Der ca. 1 km nordwestlich von Lutter gelegene „Lengenberg“ schließt die Schichten des Unteren Muschelkalks auf. Auf der beinah ebenen Hochfläche stehen die Gesteine der Terebratelzone an, während die steilen Hänge durch den Unteren und den Mittleren Muschelkalk gebildet werden. Die flacher abfallenden Unterhänge repräsentieren den Röt-Ausstrich (Oberer Buntsandstein). Aus geologischer Sicht sind mehrere Felsdurchschlagungen und fossile Bergstürze zu beobachten. Im Bereich der Wellenkalkschichten befindet sich das momentan einzige Vorkommen an Hirschzungenfarn (Phyllitis scolopendrium) Thüringens, während die Oolithhorizonte den Standort für das vegetationskundlich größte Eibenvorkommen in Deutschland bilden.                                                                                                | Uder                  | Lage |
| EIC_1924 |                | Ehemaliger Kalksteintagebau nördlich von Mackenrode, im Waldgebiet „Katzenstein“ | mikritischer Kalkstein | Unterer Wellenkalk      | Bei dem ehemaligen Kalksteintagebau, der ca. 500 m nördlich von Mackenrode im Waldgebiet „Katzenstein“ liegt, handelt es sich um eine vermutlich im Frühholozän abgerutschte Muschelkalkscholle. Diese wurde vor 1945 als Entnahmestelle für einfaches Wegebaumaterial genutzt. Stratigraphisch befindet sich der Standort im Unteren Wellenkalk unterhalb der Oolithzone (Unterer Muschelkalk). Im Bereich des Steilhangs bestehen die talwärts gerichteten Schichten des Wellenkalks aus mikritischem Kalkstein. Auf eine rezente Bewegung des Hanges deuten sowohl die ausgeprägte Lagerklüftung, als auch der Sichelwuchs der Bäume hin. | Uder                  | Lage |
| EIC_923  | weitere Bilder | ND „Schulfelsen“ und andere Felsbildungen im Wiesental N von Thalwenden          | Sandstein, fein- bis mittelkörnig, dickbankig bis massig, rotbraun bis lilagrau, Schrägstellung im dm- bis m-Bereich                                                                              | Trias                   | Am nördlichen Ortsrand von Thalwenden befindet sich im Wiesental die Felsgruppe der „Schulfelsen“. Diese besteht aus den Gesteinen des Mittleren Buntsandsteins und besitzt eine rotbraune bis lilagraue Färbung. Der Sandstein ist fein- bis mittelkörnig und dickbankig bis massig ausgebildet. Es ist Schrägschichtung im dm- bis m-Bereich erkennbar, die eine stark wechselnde Schüttrichtung aufweist. Zusammen mit der Kornverteilung deutet dies auf eine Strand- und Flachseebildung mit häufigem Trockenfallen hin. | Uder                  | Lage |

### Seen und Moorbildungen
| ID       | Bild | Bezeichnung                                                          | Art                                          | Stratigraphie | Beschreibung | Gemeinde    | Lage |
| -------- | ---- | -------------------------------------------------------------------- | -------------------------------------------- | ------------- | --- | ----------- | ---- |
| EIC_922  |      | „Gänseteich/Federsümpfe“ südlich Haynrode – Auslaugungssenken        | Tonsteine, Gipsstein                         | Trias         | Unter dem Geotop „Gänseteich“ werden zwei benachbarte Teiche zusammengefasst, die sich ca. 1 km südlich von Haynrode, am östlichen Rand des Ohmgebirges befinden. Dieses besteht im Gegensatz zur durch Buntsandstein geprägten Umgebung aus Gesteinen des Muschelkalks. Südlich von Haynrode kommt es zu einer intensiven Verkarstung der Salinarbestandteile (Salz, Gips) des Oberen Buntsandsteins (Röt), was vermutlich auf den starken Zufluss von Grundwasser aus Bereichen des Ohmgebirges zurückzuführen ist. Durch Lösung dieser salinaren Schichten kommt es in Folge zu Hohlraumbildung und im weiteren Verlauf zu Erdfällen und Senkungserscheinungen. Der „Gänseteich“ ist infolge der Erdfallbildung entstanden und bildet aufgrund der oberflächennah anstehenden bindigen Böden (Verwitterungsböden des Pelitröt) abflusslose Senken. Diese wurden mit der Zeit mit Oberflächenwasser und organischem Material gefüllt, was zur Zwischenmoorausbildung führte. | Haynrode    | Lage |
| EIC_1985 |      | Holozänaufschluss südöstlich von Breitenvorbis (ehemalige Torfgrube) | Lockergesteine (Sand, Kies, Ton, org. Mudde) | Quartär       | | Kirchworbis | Lage |